# Michael Collins (űrhajós)
Michael Collins (Róma, Olaszország, 1930. október 31. – Naples, Florida, 2021. április 28.) amerikai űrhajós, az USAF vezérőrnagya, Neil Armstronggal és Buzz Aldrinnal azon űrhajósok egyike, aki a holdra szállást először teljesítő Apollo–11 űrrepülésén részt vettek.
Collins katonai családból származik, apja, bátyja, nagybátyja és unokatestvére is katona volt. Külföldön, Rómában született, mivel édesapja Olaszországban állomásozott és éppen ő volt 1928–1932 között az USA katonai attaséja Mussolini Olaszországában. Ezt követően édesapját számos helyre helyezték át szolgálata közben, családja pedig követte. Pályaválasztásakor a családi hagyományokra támaszkodott és a katonai pályát választotta (az alternatíva a diplomáciai pálya volt). Ennek érdekében a West Point katonai akadémiára jelentkezett.
Az akadémia elvégzése után 1952-től repülőtiszt lett. Ezt a pályát azért választotta, hogy ne lehessen azzal vádolni, hogy a családjából magasra jutott katonatisztek egyengetik az útját (a nagybátyja például az USA haderejének vezérkari főnöke volt). Pilótaként kimagasló eredményei voltak, majd egy olyan alakulat parancsnoka lett, amely a többi pilóta oktatásával foglalatoskodott. Innen a berepülőpilótaság jelentette a szakmai továbbfejlődést. Az Edwards légitámaszpontra került és berepülőpilóta vált belőle, kora csúcstechnikáját jelentő gépeket repülve. Ez idő tájt lehetett tanúja John Glenn 1962. február 20-i Mercury repülésének, amelynek hatására eldöntötte, hogy ő is űrhajós kíván lenni, ám a NASA második űrhajós válogatására beadott jelentkezését elutasították.
Újra próbálkozva 1963. október 17-én, a harmadik űrhajóskiválasztási fordulóban válogatták be az űrhajós testületbe, hogy majd később űrhajóskiképzést kapjon. Az alapkiképzés végén a Gemini-programba osztották be. Elsőként a Gemini–7 tartalék pilótájaként kapott repülési kiképzést, majd megkapta első tényleges űrrepülési feladatát, John Young parancsnok oldalán a Gemini–10 űrhajón pilóta lett. Ennek során végrehajtott két űrsétát is. Ezt követően következhetett számára az Apollo-program. Első jelölését az Apollo–9 legénységébe kapta, a parancsnoki egység pilótája poszton, Frank Borman és Bill Anders oldalán egy hosszútávú repülési teszten próbálták volna ki az Apollo űrhajó légköri visszatérési képességeit. Ám egy gerincbetegség miatt nem vehetett részt az addigra Apollo–8-ra átsorszámozott és előre hozott repülésen, helyette James Lovell repült. Collins azonban hamar felépült és mivel a helycsere folytán az Apollo–8 tartalék legénységébe sorolták, ő lett a Donald Slayton által kidolgozott legénységi rotáció szerint az Apollo–11 repülés parancsnokiegység-pilóta poszt várományosa.
A hivatalos kijelölést 1969. január 9-én jelentették be, amikor hivatalossá vált, hogy az Armstrong-Aldrin-Collins hármas próbálkozhat először az Apollo–11-en a holdraszállással. Collins kiképzése kissé elkülönült társaiétól, mivel odafenn is elkülönülten kellett repülniük az idők jó részében. A repülés 1969. július 16-án startolt a floridai Cape Canaveral-ről, immár hivatalosan is a holdra szállás céljával, amely repülésnek Collins a holdfelszínre le nem szálló parancsnoki modul pilótájaként volt részese. A repülés sikerrel járt, Neil Armstrong és Buzz Aldrin leszállt Eagle nevű holdkompjukon a Mare Tranquillitatis-on, míg Collins Hold körüli pályán körözve várta társai visszatértét. A holdfelszínről felszálló (és készleteit vesztett) holdkomp „begyűjtése” volt a parancsnokiegység-pilóta feladata: a randevú során ő játszotta az aktív felet, ő manőverezte oda az Apollo űrhajót a holdkomphoz. A repülés emlékére a leszállási hely közelében egy 2,4 km-es kráter viseli Collins nevét, valamint egy Holdról visszahozott, addig a Földön ismeretlen ásvány – az armalcolit – kapta mozaikszó formájában hármuk nevét.
Űrhajós pályafutását 1970 januárjában fejezte be. Ekkor az USA külügyminisztériumának sajtófőnöke lett a Nixon-kormányzatban. Azonban ez a feladat nem elégítette ki, így viszonylag hamar, már 1971-ben a Smithsonian Intézet repülési és űrhajózási múzeumának igazgatója lett, amelynek megalapítását és a kezdeti fejlesztéseket vezényelte 1978-ig. 1980-ban az üzleti élet felé fordult, előbb az LTV Aerospace alelnöke lett, majd saját konzultációs céget alapított.
Feleségét, Patricia May Finnigant 1956-ban ismerte meg, és 1957 nyarán vette el. Három gyerekük – Kate, Ann és Michael – született. Pat 2014 áprilisában, 84 évesen hunyt el, ezt követően Collins haláláig egyedül élt.

## Ifjúkora

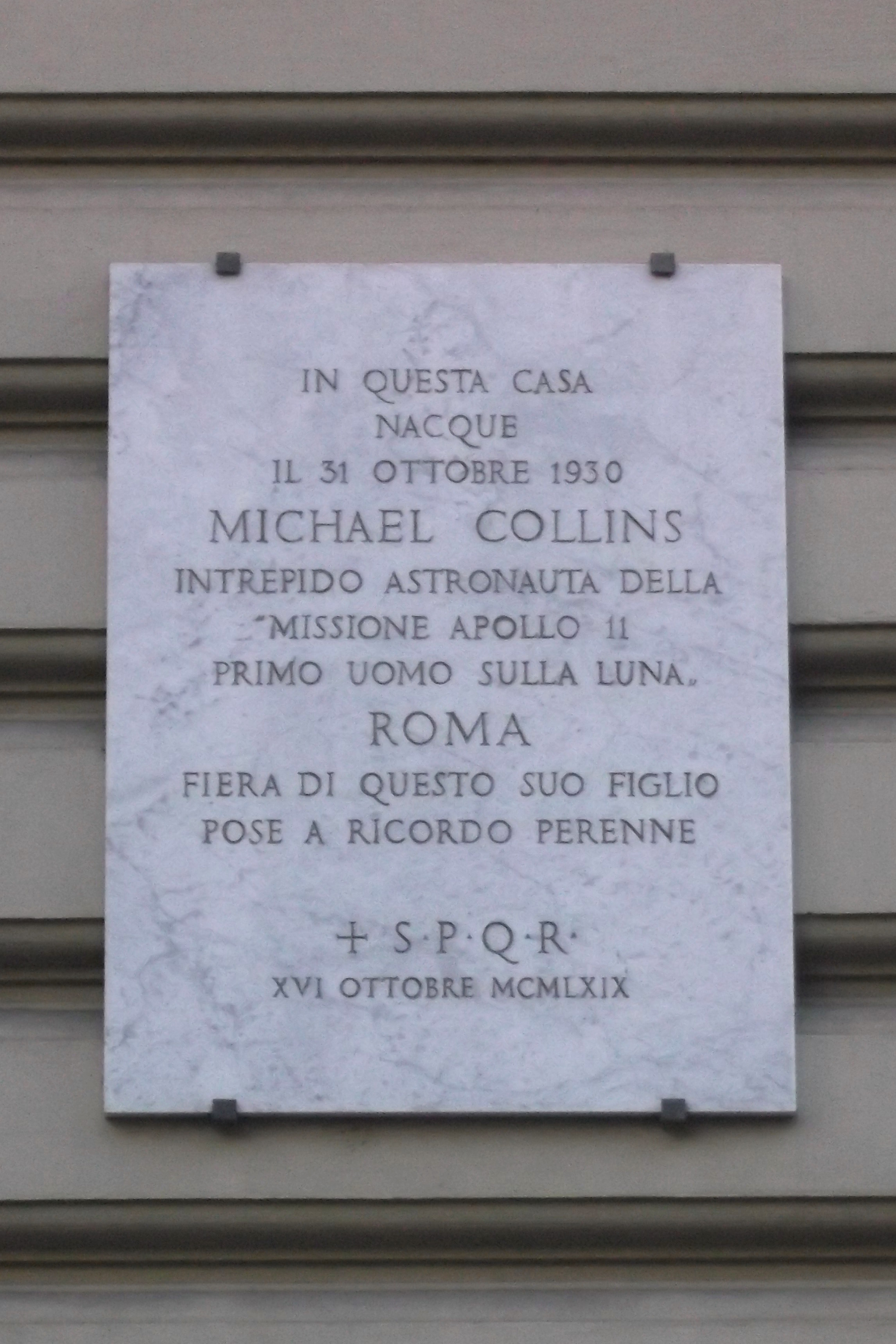
Emléktábla Collins szülőházán

Michael Collins 1930. október 31-én született Rómában James Lawton Collins és Virginia Stewart negyedik gyermekeként és egyben második fiaként. Édesapja az Egyesült Államok katonai attaséja volt 1928 és 1932 között Olaszországban, így láthatott külföldön napvilágot a csecsemő Collins. Két nővére volt, Virginia és Agnes, valamint egy bátyja, ifjabb James Lawton Collins. Az édesapa foglalkozása miatt a hadsereg Collins életének első 17 évében ide-oda vezényelte őt, így a család számos helyen élt ezen idő alatt: így Róma után Oklahomában, a Governors-szigeten, New Yorkban, a Baltimore melletti Fort Hoyle-ban, az ohioi Columbus melletti Fort Hayes-ben, Puerto Ricóban, a texasi San Antonioban, és végül a virginiai Alexandriában. Édesapja maga is kedvelte a repülőgépeket ezért egy alkalommal elvitte Michaelt Puerto Ricóban egy rövid sétarepülésre. A levegőben a pilóta megengedte a fiúnak, hogy kicsit vezesse a gépet. Innen datálódik Collins érdeklődése a repülés iránt. Miközben Puerto Ricóban élt a család, Collins az Academia del Perpetuo Soccor-ba járt és többször próbált újra repülni. Ám a II. Világháború kitörése miatt már nem járt sikerrel.
A család a háború idején Washington D.C.-be költözött, ahol Collins beiratkozott a St. Alban Középiskolába, ahol 1948-ban érettségizett. Amikor a pályaválasztásra került sor két válaszút várta, az édesanyja által preferált diplomáciai pálya, illetve a családi hagyomány, mivel apja, nagybátyja, bátyja és unokabátyja is katonai pályára lépett. Végül ő maga is ezt az utat választotta. A West Pointra jelentkezett (ahol édesapja és bátyja is végzett 1907-ben és 1939-ben). A Katonai Akadémiát 1952. június 3-án végezte el, nem túl kimagasló eredménnyel (az iskola 527 kadétja közül a 185. volt a rangsorban) és BSc diplomát szerzett.
A fegyvernem választásnál a légierőt preferálta, támaszkodva pozitív Puerto Ricó-i emlékeire, valamint hogy elkerülje a nepotizmus vádját, mivel bátyja már ezredesként szolgált a hadseregben, míg apja egészen a vezérőrnagyi rangig vitte, de az egész tetejébe, nagybátyja volt az Egyesült Államok Hadseregének Vezérkari Főnöke. A Légierő Akadémia ebben az időben még csak formálódó stádiumban volt, az első végzősök is csak évek múlva kerültek ki belőle, így ez egy izgalmas új terület volt az ifjú tiszt számára, de ami a legfontosabb a West Point nyújtotta képzettség elegendő volt a Légierő Akadémia felvételijéhez.* 

## Karrier állomások

### Vadászpilóta
A West Pointról kikerülve elfogadták jelentkezését a légierőhöz, ahol a repülőkiképzés lépcsőin kellett végig lépdelnie. Először a Columbus Légitámaszpontra került a mississippi-beli Columbusba, ahol T–6 Texan gyakorlógéppel kapta meg az alapkiképzést 1952 augusztusában. Innen a texasi San Marcos Légitámaszpontra került, ahol műszeres és formációrepülési kiképzésben vett részt, végül a texasi Waco-ba került a James Conally Légitámaszpontra, ahol sugárhajtású gépen kapta meg a kiképzést legmagasabb fokát. Collins tehetséges növendéknek bizonyult, oktatói szerint könnyedén, a hibázástól való félelem nélkül repült. A kiképzés befejezésével 1953 szeptemberében avatták pilótává a repülők szárnyas jelvényének kitűzésével, majd innen az útja a magasabb szintű kiképzésre, a nappali vadász oktatása vezetett a nevadai Nellis Légitámaszpontra, ahol F–86 Sabre gépen folytatta a repüléseit. A kiképzés kimondottan veszélyesnek számított, az ott tartózkodásának 22 hete alatt 11 társa halt meg.
A kiképzést egy vezénylés követte egy harci alakulathoz, Collins 1954 januárjában a kaliforniai George Légitámaszpontra került a 21. Vadászbombázó Ezredhez. Itt képesítést kapott F–86 Sabre gépen földi célpontok támadására, beleértve az atombomba célba juttatását is. Az ezred még abban az évben Franciaországba kapott átvezénylést, így ő is a Chaumont-Semouliters Légitámaszpontra került át. Itt egy 1956-os éles lövészeten ő lett a legjobb lövész. Emellett élete első katapultálását is itt élhette át, amikor egy NATO hadgyakorlaton kellett elhagynia a gépét kabintűz miatt.
Hazaköltözvén az Egyesült Államokba ismerhette meg későbbi feleségét, Patricia Mary Finnegant, a massachusetts-i Bostonból. A lány az Emmanuel Főiskolán végzett angol irodalomból és az idő tájt szociális munkás volt, főként egyedülálló anyákkal foglalkozott. Emellett szabadidejében, hogy többet is tapasztaljon a világból, a Légierő Tiszti Klubjába is eljárt. Itt ismerkedtek meg Collinssal, ám az eljegyzésüknek vallási akadályai is felmerültek, Collins az episzkopális egyház (az anglikán, protestáns amerikai megfelelője) tagja volt, míg Patricia római katolikus. A lánykérést követően további akadályt jelentett, hogy az 1956-os magyar forradalom idején Mike-ot Németországba vezényelték át. Mikor végre minden akadály elhárult, 1957. nyarán a pár egybekelt.
Amikor Collins 1957. végén véglegesen hazatelepült újra az USA-ba, egy repülőgép karbantartási tanfolyamra vezényelték Illinois-ba a Chanute Légibázisra. Később unalmasnak és hiábavalónak értékelte ezen karrierállomását, ahol az órákat unatkozva töltötte és repülésre is ritkán adódott alkalom. A kiképzés befejezését követően egy mobil kiképző különítmény parancsnoka lett, amely alakulat járta a légierő egységeit világszerte, és oktatta az ottani állományt. Később egy harctéri kiképző különítmény irányítását bízták rá, amely ugyanaz volt, mint az előző egysége, csak nem ők járták a bázisokat, hanem a pilóták érkeztek hozzájuk.

### Berepülőpilótaként
Collins két utolsó megbízatása azzal járt, hogy rengeteg repülési időt gyűjthetett össze, és 1960-ra túl volt az 1500 óra repülési időn, amely feltétel volt, hogy az USAF Kísérleti Repülések Berepülőpilóta Iskolájára jelentkezzen az Edwards légitámaszponton. Be is adta a jelentkezését, amit 1960. augusztus 29-én fogadtak el, így a kiképzés „60C” jelű osztályának tagja lehetett olyanok mellett, mint a későbbi szintén legendás űrhajós Frank Borman, Jim Irwin, vagy Tom Stafford. A berepülőpilóta oktatás különböző lépcsőkön át történt: kezdődött a kissé öregecske T–28 Trojan géppel, majd haladt a nagyobb teljesítményű F–86 Sabre, B–57 Canberra, T–33 Shooting Star és végül az F–104 Starfighter típusig. Collins esemény nélkül élte túl a kiképzést, ám egy esetben élete legrosszabb élményének nevezte a napját. Korábban kemény dohányos volt és 1962-ben egy kemény másnaposság kiváltotta belőle, hogy lemond káros szenvedélyeiről, köztük a dohányzásról. Így ült fel egy B–52 Stratofortressre másodpilótaként, ahol aztán a nikotin elvonás első tünetei rátörtek és megszenvedte a repülést.

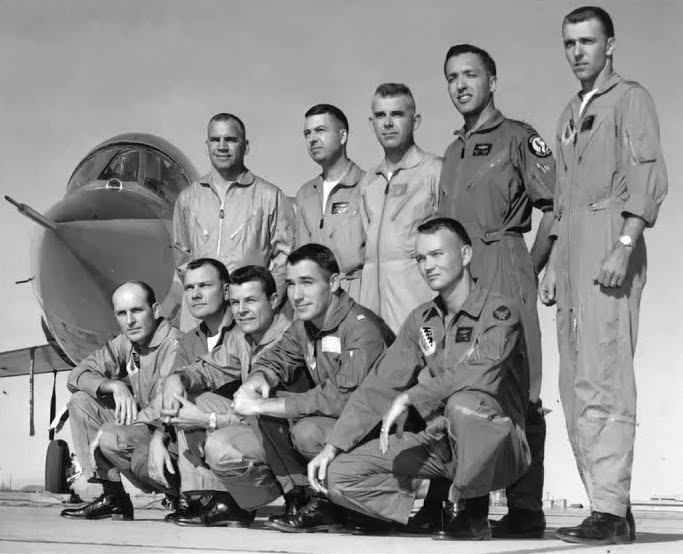
A Repülési Kutatások Pilótaiskolájának harmadik osztálya. Guggolnak: Ed Givens, Tommie Benefield, Charles Bassett, Greg Neubeck és Collins. Álló sor: Al Atwell, Neil Garland, Jim Roman, Al Uhalt és Joe Engle

Életének következő meghatározó eseménye John Glenn Mercury–Atlas–6 repülése volt 1962. február 20-án, amikor első amerikaiként először végzett orbitális repülést a Föld körül. Collins az élmény hatására beadta a jelentkezését a NASA második űrhajós válogatására. A légierő, hogy növelje a soraiból kikerülő jelöltek számát, a jelentkezőket saját – a szleng szerint – „varázsló iskolájába” küldte a Brooks Légitámaszpontra, ahol orvosi és pszichiátriai teszteknek vetették alá őket. Innen kerültek az interjúkra a houstoni Embervezette Űrhajók Központjába, a NASA kiválasztási procedúrája elé. A kiválasztás 1962. szeptemberéig tartott, ahol Collinst nem válogatták be a nyertes jelöltek közé, amelyet Collins csalódásként kezelt, bár eleve nem várta, hogy sikerrel jár.
Még ugyanezen évben az USAF Kísérleti Repülések Berepülőpilóta-iskolája átalakult az USAF Repülési Kutatások Pilótaiskolájává (ARPS) és a Légierő céljai között megjelent a világűrbe való eljutás az X–15-ös és az X–20 Dyna-Soar projektek által. Collins ezért a NASA-s kudarc után jelentkezett ezen programokhoz indított képzés, amely az űrkutatás alapjait oktatta. 1962. október 22-én fel is vették a harmadik osztályba (tizenegy fős csoportokban folyt a képzés és az ő csoportjának olyan későbbi űrhajós tagjai voltak, mint Charlie Bassett, Edward Givens és Joe Engle). Az oktatás keretében tantermi órákon vettek részt, de alkalom nyílt repülésekre is F–104 Starfightereken, amelyekkel 27 000 méterre emelkedtek és a röppálya felső pontján alkalmuk volt rövid ideig megtapasztalni a súlytalanságot is. Miután 1963 májusában befejezte a kurzust, visszatért az eredeti repülő alakulatához.

### Űrhajós karrier

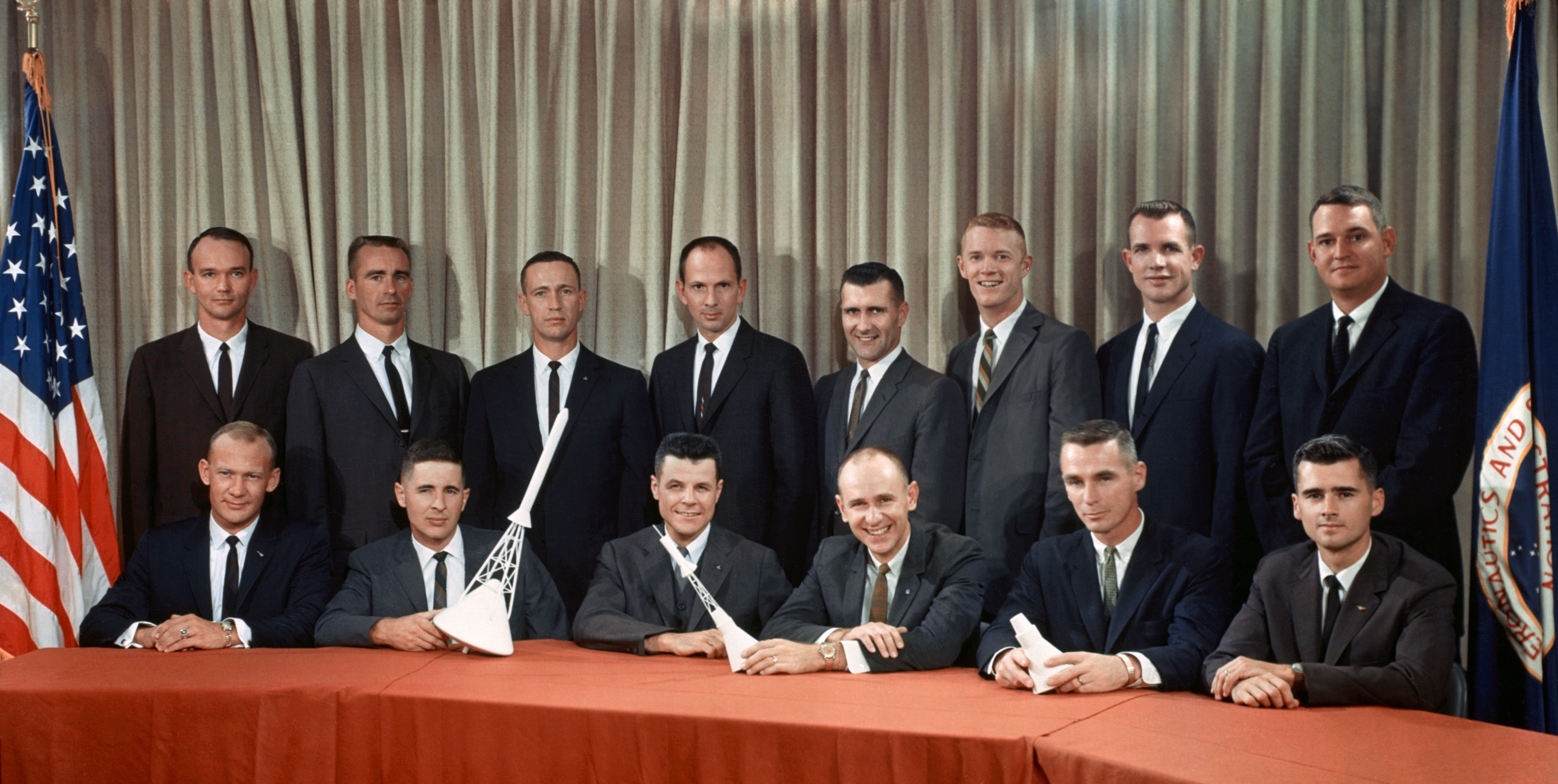
A harmadikként kiválasztott „Tizennégyek” csoportja, a kép bal szélén az álló sorban Collins-szal

Mindössze egy hónap telt el az űrhajós iskola után, amikor a NASA ismét felhívást adott ki a harmadik űrhajós választási fordulóját meghirdetve. Lényegében ugyanazon kiválasztási procedúrákon kellett átesnie Collinsnak, mint előzőleg, leszámítva a pszichiátriai felmérést. Aztán némi csend következett a NASA részéről és Collins éppen a texasi Randolph Légitámaszponton volt, amikor Deke Slayton felhívta őt az immár hagyományos kérdéssel: még mindig érdekelné-e őt, hogy űrhajóssá váljon? Természetesen elfogadta, ahogy a csoportjából és munkahelyi környezetéből tette ezt még Charlie Bassett is.* 
Collins ezzel egy új szintre lépett. Elkezdődött a kiképzésük űrhajóssá, amely egy 240 órás tanfolyammal kezdődött, amely az űrrepülések alapjairól szólt, köztük egy 58 órás geológia órával, amelyet Collins nem nagyon értett és amelyet nem is igazán kedvelt meg. Maga a csoport a NASA-n belüli változásokat is mutatta: a csoport átlag életkora 31 év volt, szemben az előző csoportok 34,5 és 32,5 évével, valamint jobban képzett volt, átlagosan 5,6 évvel a felsőoktatásban, ugyanakkor ők kevesebb repüléssel a hátuk mögött kerültek be, 2300 órás átlaggal, szemben a korábbiak 3500 és 2800 órájával és csak nyolc volt tizennégyük közül berepülőpilóta (és az addig három csoportban kiválasztott 30 pilóta közül csak Collins és Bill Anders volt, aki nem az USA-ban született). A kiképzés végén Alan Shepard, az Űrhajós Iroda igazgatója feltette a kérdést az űrhajósoknak, „rangsorolják, kivel repülnének legszívesebben az űrbe”. Collins Dave Scottot választotta (itt érdekes módon köszönt vissza Shepard tapasztalata, hiszen ő maga is úgy repült elsőként az Eredeti Hetekből, hogy Bob Gilruth ugyanezt a kérdést tette fel az első űrhajóscsoportnak, akik így maguk közül szavazták a szerintük „legjobbat”.

#### Gemini-program

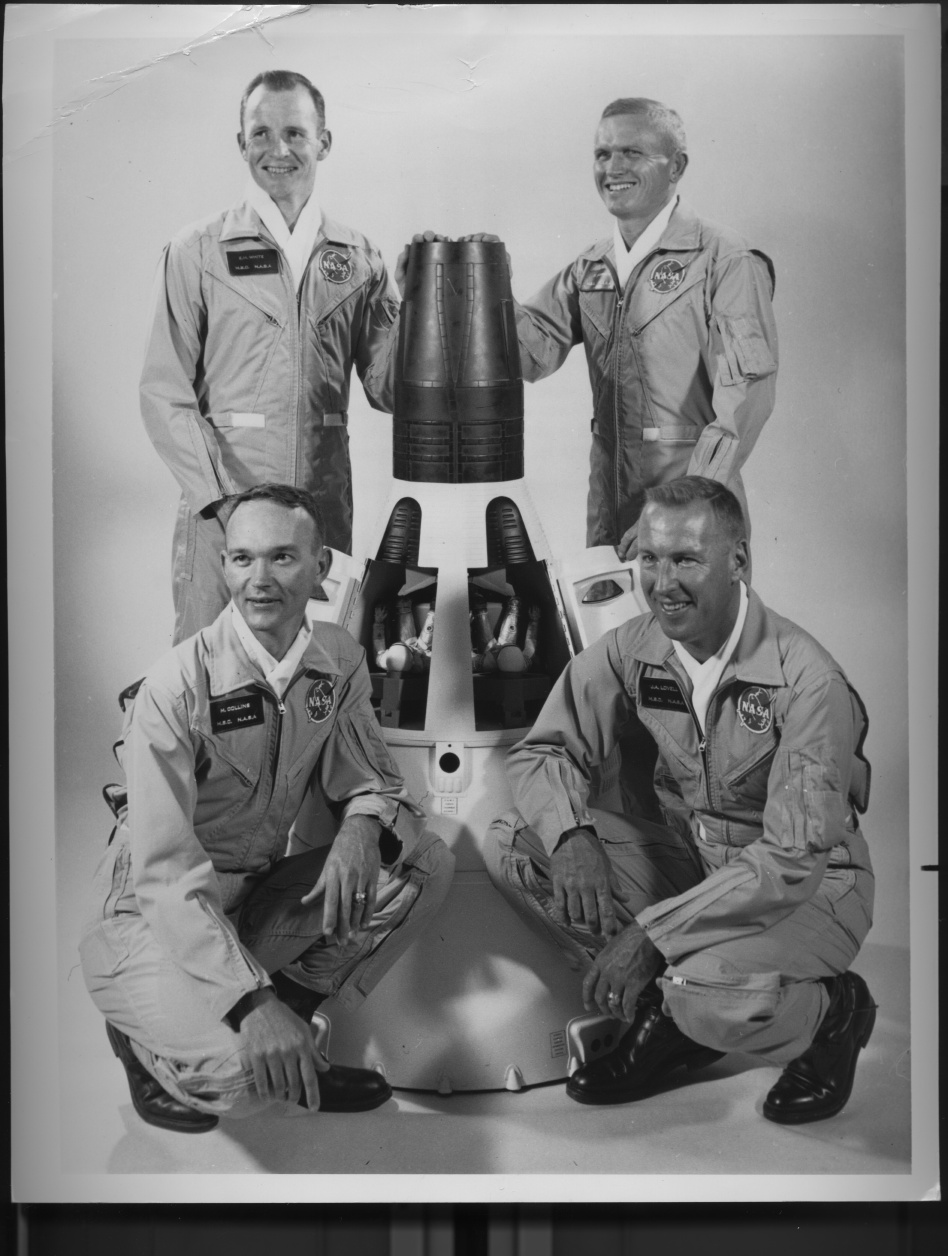
Az E White és Mike Collins, valamint Frank Borman és Jim Lovell a Gemini VII kijelölt és tartalék legénysége

Az alapkiképzést követően az űrhajóscsoport tagjait – így Collinst is – a Gemini-programba vezényelték és mindenki speciális feladatokat, területet kapott. Collins az űrruhákat és űrsétákat kapta mint specializálódási témákat. Ennek keretében ő volt a NASA megbízottja, aki figyelemmel kísérte a fejlesztést a gyártóknál és egyben ő volt a kontakt személy az űrhivatal és a gyártók között. Éppen ezért nagyon meglepett és sértett volt, amikor kimaradt az először titkos tervezésből, amely a Gemini IV-en Ed White-ot küldte egy űrsétára, amikor ő volt a téma egyik legnagyobb tudású, legjobban felkészült szakembere az Űrhajós Irodán.
1965 júniusának végén megszületett az első legénységi jelölése is, ő lett a Gemini VII tartalék pilótája West Point-i osztálytársa, Ed White tartalék parancsnok mellett. Ezzel Collins lett az első a tizennégy fős űrhajóscsoportból, aki jelölést kapott, bár nem ő lett az első, aki repült, az a dicsőség Dave Scottnak jutott a Gemini VIII-on, illetve Charlie Bassett is megelőzte volna őt a repülésben a Gemini IX-en. A Gemini VII repülésre kijelölt parancsnoka Frank Borman, pilótája Jim Lovell lett (és a repülés alatt Collins volt az, aki tartotta a kapcsolatot a feleségeikkel, Susan Borman-nel és Marilyn Lovell-lel, napi beszámolókat tartva nekik a tizennégy napos repülés végéig). Deke Slayton legénységi rotációjának logikája szerint a Gemini VII tartalékai lettek az eljövendő Gemini X repülő személyzete.
1965 decemberében sikeresen lezajlott a Gemini VII, amelyet követően, 1966. január 24-én Slayton új legénységi jelöléseket hirdetett ki: Michael Collins kapta a Gemini X pilótaülését, míg a parancsnok nem Ed White, hanem John Young lett, mivel White-ot elvezényelték az Apollo–program első repülésének felkészülésére, míg a tartalékaik Jim Lovell és Buzz Aldrin lettek. Aztán ezt írták át az 1966. február 28-i tragikus események, amikor Elliot See és Charlie Bassett a Gemini IX kijelölt legénysége repülőszerencsétlenség áldozata lett T–38 Talon gépükön. Helyettük a tartalékaik Tom Stafford és Gene Cernan repültek (így Cernan is megelőzte a tizennégyekből Collinst a repülésben) és Lovell és Aldrin lépett előre a Gemini X tartalékaiból a Gemini IX tartalékaivá. A Gemini X megüresedett tartalék helyét pedig Alan Bean és C.C. Williams kapta.
1966 márciusában Slayton kis időre megszakította Collinsék felkészülését, amikor egy hétre elvezényelte őket, hogy a negyedik űrhajós kiválasztásban vegyenek részt hárman: John Young, Bill Anders és Collins. Az űrhajósok mellett Slayton, Al Shepard, Max Faget űrhajó tervező, és az űrhajósok kiképzéséért felelős vezető Warren J. North vett még a bizottságban. Collins kifejezetten tiltakozott ellene, hogy egy hétre kivonják őket a kiképzésből, ám Slayton hajthatatlan volt. A szigorú életkor, repült idő és végzettség kritériumok végül mindössze 35 jelöltet rostáltak ki, akiket a bizottság színe elé engedtek. a bizottság aztán minden egyes jelölttel egy-egy órányit elbeszélgetett és tizenkilencet választott ki. Ám az egész bizottság munkáját áthúzta Slayton, aki úgy döntött, mind a 35 jelöltet beválogatja. Ugyan maga is bevallotta, hogy kétségekkel telve hozta meg a döntését, de Slayton azzal indokolta, hogy ugyan az Apollo repülésekre és azon belül is az első holdra szállásokra megvan már az emberállománya, ám az Apollo utáni korszak nagyjából 30 repülést vetített előre, amelyhez minden addiginál nagyobb embertömeg kellett.

#### Gemini–10
A Gemini X esetében a NASA vezetése kettős célt fogalmazott meg: az általános cél az volt, hogy a Gemini V óta az összes repülésen becsúszó valamilyen hibát kiküszöbölve, végre egy teljesen hibátlan, az összes követelményt teljesítő repülést hajtsanak végre az űrhajósok, a specifikus cél pedig egy kettős űrrandevú és egy ahhoz kapcsolódó űrséta végrehajtása volt. A kettős randevú elgondolása abból indult ki, hogy a tervezett start idején még mindig fenn keringett mind a Gemini VIII, mind a Gemini IX céltárgyaként felbocsátott Agena és míg az utóbbi a le nem vált orrkúp miatt végleg használhatatlanná vált, a Gemini VIII Agena-ja elérhető volt és használhatónak tűnt. A második Agena-ra pedig ráfűzték az űrsétát, az űrhajósnak el kellett érnie a hónapok óta fenn keringő űreszközt és az eredetileg is egy űrhajós által leszerelendő mintagyűjtő lapot le kellett szerelnie róla.

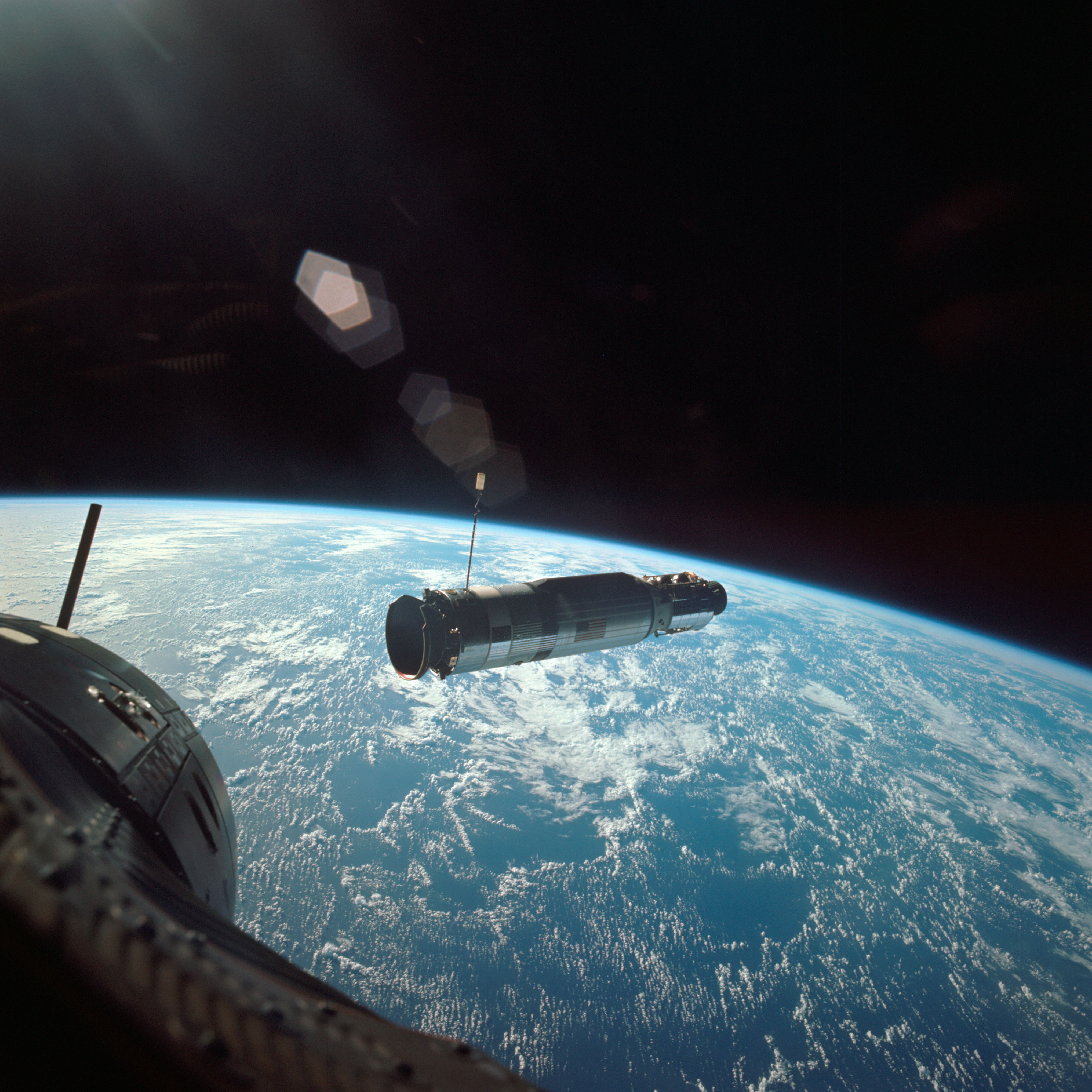
A Gemini X és az Agena randevúja

Végül a Gemini X úgy indult útnak, hogy végrehajtják a kettős randevút az Agena-val (amelyből az elsőt már a repülés negyedik keringésében végrehajtják), Collins két űrsétát tesz és végrehajtanak 15 kísérletet. A startot 1966. július 18-ra tűzték ki és ezúttal a páros start különösebb problémák nélkül végbe is ment. Az Agena 20:39:46 (UTC) startolt el, majd ezt követően egy rendkívül szűk, 35 másodperces indítási ablak figyelembevételével a Gemini X 100 perccel a célrakétát követően – két kisebb, elhanyagolható hibával – indult útnak. Az űrhajósok első feladata az volt, hogy 4 keringésen belül találkozzanak az Agenaval. A pályakorrekciók közben az űrhajósok új helymeghatározási metódust és eszközöket használtak és ennél fogva sikerült is tévesen meghatározni a helyzetüket és a pályakorrekciót rosszul végrehajtaniuk, amelynek eredményeképpen vészesen sok üzemanyagot használtak fel a randevú során. A randevú, majd az összekapcsolódás végül sikerrel végbe ment, ám a túlzott üzemanyagfelhasználás miatt töröltek egy csomó gyakorlási feladatot, amelyek során újra eltávolodtak, majd megint összekapcsolódtak volna az űrhajósok a céltárggyal. A randevút és dokkolást követően egy még sosem próbált műveletre került sor. Az összekapcsolt űrhajók az Agena hajtóművének segítségével végeztek pályakorrekciót. Ennek során megnövelték az űrhajórendszer sebességét, amellyel soha nem látott magasságba emelkedtek, amikor a pályájuk földtávolpontját 763 kilométerre változtatták. Ezt követte egy pihenési periódus.

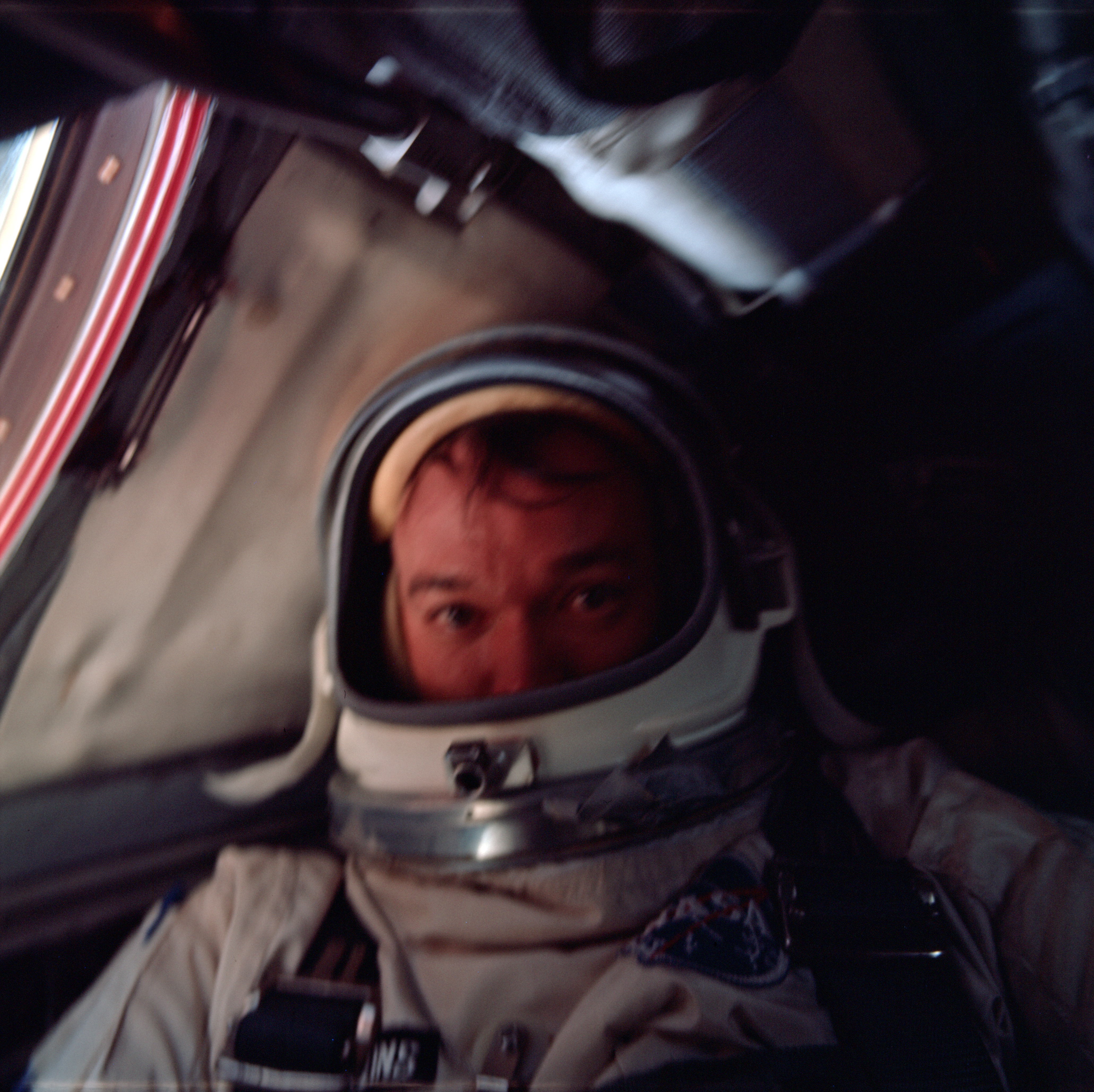
Mike Collins a Gemini X fedélzetén

A repülés második napján egy újabb pályakorrekció ideje érkezett el, ismét az Agena hajtóművével, lejjebb hozták a földtávolpontot és közelítették az űrhajó pályáját a Gemini VIII Agena-jáéhoz. Ezt követően Mike Collins egy ún. „felállva végzett űrsétát” végzett, amelynek az volt a sajátossága, hogy az űrhajósok kinyitották a Gemini ajtaját és Collins felállt az ülésében, de nem lebegett ki az űrhajóban, hanem így, derékig kiemelkedve az űrhajóból végezte a feladatait. A feladatok pedig különböző célú fényképek készítésében merültek ki. Az űrséta végül azzal zárult, hogy az űrhajósok furcsa szagot éreztek az űrruhában és a szemüket is irritálta valami, ezért idejekorán lezárták a feladatot. A következő művelet a fő célként kikiáltott kettős randevú második tagjának végrehajtása volt. Korábban az Agena segítségével nagyjából beállították azt a pályát, amelyen megközelíthették a másik Agenat. Ezúttal csak azokra a finom műveletekre volt szükség, amelyekkel pontosan odamanővereztek hozzá. Ehhez először leváltak a saját Agena-jukról, majd végül 3 méteres közelségbe kormányozták a Geminit Armstrongék célűrhajójához. A sikeres randevút már nem követte dokkolás is (pedig a négy hónapja magányosan keringő űreszköz meglehetősen stabilan repült), helyette Collins egy űrsétára vállalkozott, amelynek során az Agenára szerelt mikrometeorit-gyűjtő fémlap leszerelése és visszahozatala, valamint egy másik alkatrész cseréje volt a feladat. Collins baja igencsak meggyűlt a feladattal, ahogy az előző repülésen Cernané is. Kapaszkodók nélkül nem tudta stabilizálni magát, az össze-vissza tekergő köldökzsinóron sem tudott úrrá lenni. A mintavevő lapot végül leszerelte, ám a másik alkatrész cseréjével nem boldogult. Young végül teljesen kimerülten rendelte vissza a kabinba, és végül a parancsnoknak kellett a köldökzsinórnál fogva visszahúznia a pilótáját.
A repülés feladatai – ha nem teljesen tökéletesen is – teljesültek Collins második űrsétájával, így csak a visszatérés maradt hátra. Az űrhajósok hamarosan elvégezték a fékező manővert és 2 nap 22 óra 46 perc repülés után a Gemini X az Atlanti-óceánon várakozó USS Guadalcanal mellett 5,4 kilométere értek vizet terv szerint, ahonnan a mentőegységek sikerrel kiemelték őket.

#### Apollo-program
A Gemini X hazatérése után nem sokkal Collinst kijelölték a második Apollo repülés tartalék legénységébe, Frank Borman parancsnok és Tom Stafford parancsnokimodul-pilóta mellett ő lett volna a holdkomppilóta. Ennek keretében Collins mind az Apollo parancsnoki és műszaki egység, mind a holdkomp működéséből kiképzést kapott, de emellett részt vett helikopteres kiképzésen is, amelyet a legjobb módnak tartottak a holdkomppal való repülés szimulálására. Azonban amikor a Gemini-program véget ért és mindenki az Apollo-ra kezdett koncentrálni, az a döntés született, hogy törlik az Apollo–2-t, mivel az semmi mást nem jelentett volna, mint az Apollo–1 puszta megismétlését. Ez teljesen felforgatta a legénységeket, Stafford parancsnokként saját legénységet kapott (egy még meg nem határozott repülésre), míg Borman mellett megmaradt Collins és kiegészültek Anderssel, ám Slayton közben a követelmények tekintetében is meggondolta magát. A legénységi jelölések fontos szempontja volt, hogy a parancsnoknak mindenképpen kellett lennie űrrepülési tapasztalatának (parancsnoki mivoltánál és annál a ténynél fogva is, hogy a holdkompot neki kellett repülnie), míg utána következett rangban a parancsnoki modul pilótája, akinek a tervek szerint kellett rendelkeznie tapasztalattal, mivel a Hold körül egyedül kellett repülnie a CSM-mel, és a legkisebb rang volt a holdkomppilóta, akinek nem volt szüksége repülési tapasztalatra. A Borman-Collins-Anders trióból Andersnek nem volt űrtapasztalata, így ő lett a holdkomppilóta, míg Collins kapta a parancsnoki pilóta beosztást (és ezzel a kilátást, hogy egy későbbi Apollo-repülésen előre léphet parancsnoki rangba).
Az Űrhajós Irodán mindig szerdánként tartottak legénységi értekezleteket és ez így volt 1967. január 27-én is, amelyen Collins is részt vett, mint rendesen. Don Gregory tartotta az értekezletet, mivel Alan Shepard, az űrhajósok vezetője éppen távol volt, így ő volt az is, aki a megszólaló telefont is felvette, amelyben közölték a végzetes hírt, az Apollo–1-en tűz ütött ki az indítóállásban és a fedélzetén helyet foglaló három űrhajós, Gus Grissom, Ed White és Roger Chaffee életét vesztette a tűzben. Amikor a körülmények tisztázódtak, Collinsra maradt, hogy elmenjen Marta Chaffe-hez és közölje vele a szörnyű hírt férjéről (a NASA-nak már volt rutinja benne, hogy mennyire gyorsnak és proaktívank kell lennie, amióta Theodore Freeman felesége egy kiérkező újságírótól tudta meg először, hogy a férje meghalt). Az Apollo–1 kivizsgálása aztán leállított szinte minden érdemi tevékenységet a holdra szállás űrhajósai számára, anullált minden korábbi legénységi jelölést. A tűzesetet után 1967. április 5-én nyilvánosságra került az Apollo–1 tűzesetének kivizsgálási jegyzőkönyve, és ugyanaznap Deke Slayton 17 űrhajós jelenlétében tartott egy meetinget, amely az Apollo–program számára kijelölt új irány, a tervezett repülések és az ezekhez rendelt személyzetek ismertetéséről szólt. Ebben a szobában hangzott el az a legendás mondat Slaytontól, hogy „Uraim. A Holdon elsőként leszálló ember itt ül ebben a szobában … És éppen énrám néz”. Az eligazítás keretében Slayton az Apollo–9 első számú legénységének parancsnokaként Frank Bormant, tartalék legénységének parancsnoki beosztásában pedig Neil Armstrong említette nevét (egyelőre csak parancsnokokat jelölt meg), amely repülés az idő tájt a parancsnoki űrhajó és a holdkomp Föld körüli pályán történő berepülését jelentette.
1967 májusában Collinst és Scottot a NASA a Párizsi Airshow-ra vezényelte ki Le Bourget-ba. Ezen az eseményen szovjet űrhajósokkal is találkoztak, köztük Pavel Beljajevvel és Konsztantyin Feoktyisztovval, akikkel alaposan bevodkáztak a szovjetek TU–134 utasszállító gépét megünnepelve. A beszélgetés során kiderült, hogy a szovjet űrhajósok is helikopterrel gyakorolnak a holdra szálláshoz hasonló műveleteket, mint amerikai ellenlábasaik és Beljajev arról is elkotyogott némi információt, hogy talán egy Holdat megkerülő repülésen vehet részt. Ezek az értesülések is alátámasztották, hogy a szovjetek – egyébként nyilvánosan teljes titoktartás mellett – is a Holdra készülődnek. A kiállítás befejeztével Collins és a kíséretében levő felesége, Pat azt a feladatot kapta még a küldöttség vezetőjétől, hogy látogassanak el Metz-be. Tíz évvel korábban itt keltek egybe és most titokban a NASA egy esküvő előkészületeivel várta őket, amelyen megújíthatták fogadalmukat.

#### Apollo-8
Collinst az Apollo–9 legénységébe jelölte ki Donald Slayton, a parancsnoki egység pilótájaként, ám a jelölése hamarosan kútba esett. 1968 folyamán Collins furcsa jelzéseket kapott a testétől: először egy kézilabdameccs közben lett figyelmes arra, hogy a lábai furán viselkednek, majd utána a hideg, meleg vízben érzett furcsa érzést a lábában. Ezért felkereste a repülőorvost segítségért, aki porckorongsérvet állapított meg nála. A betegség műtétet igényelt (a két érintett gerinc csigolyát rögzíteni kellett egymáshoz), amelyre a texasi Lackland Légitámaszpont Wilford Hall Kórházában került sor. Ez egyben azt jelentette, hogy a felépülése több hónapot igényel, ami miatt kiesik a kiképzésből, így nem lehet tagja egy első számú legénységnek. Slayton ki is cserélte őt tartalékával, Jim Lovellel, Lovell ment az Apollo–9-re, Collins pedig átkerült a helyére Neil Armstrong és Buzz Aldrin mellé. Később az Apollo–8 és az Apollo–9 egy merész döntés nyomán helyet cserélt. Ez a csere jelentette azt, hogy a legénységi rotáció nyomán Collins bekerült az Apollo–11 (a lehetséges első holdra szállási kísérlet) leendő első számú személyzetének jelöltjei közé.
Collins, mivel a repülés nagy részére megkapta a kiképzést, a CapCom tisztét kapta meg a repülés alatt, azaz ő tarthatta az irányítás egyik váltásában a rádiókapcsolatot a Hold felé tartó társaival az Apollo–8 repülése során. A Zöld Csapat részeként a felszállás és holdirányú hajtóműindítás ideje alatt lehetett ő a rádiókapcsolat tartó. Miután az Apollo–8 sikeresen hazatért, a nyilvánosság számára akkor jelentette be Slayton az Apollo–11 hivatalos, kijelölt legénységét, az Armstrong-Aldrin-Collins triót (ekkor még nem volt biztos, hogy ez lesz az első holdra szállás, csak amennyiben minden jól sikerült a következőkben, azaz sok minden múlott azon, hogy az Apollo–9 és Apollo–10 sikeres lesz-e)

#### Holdra szállás

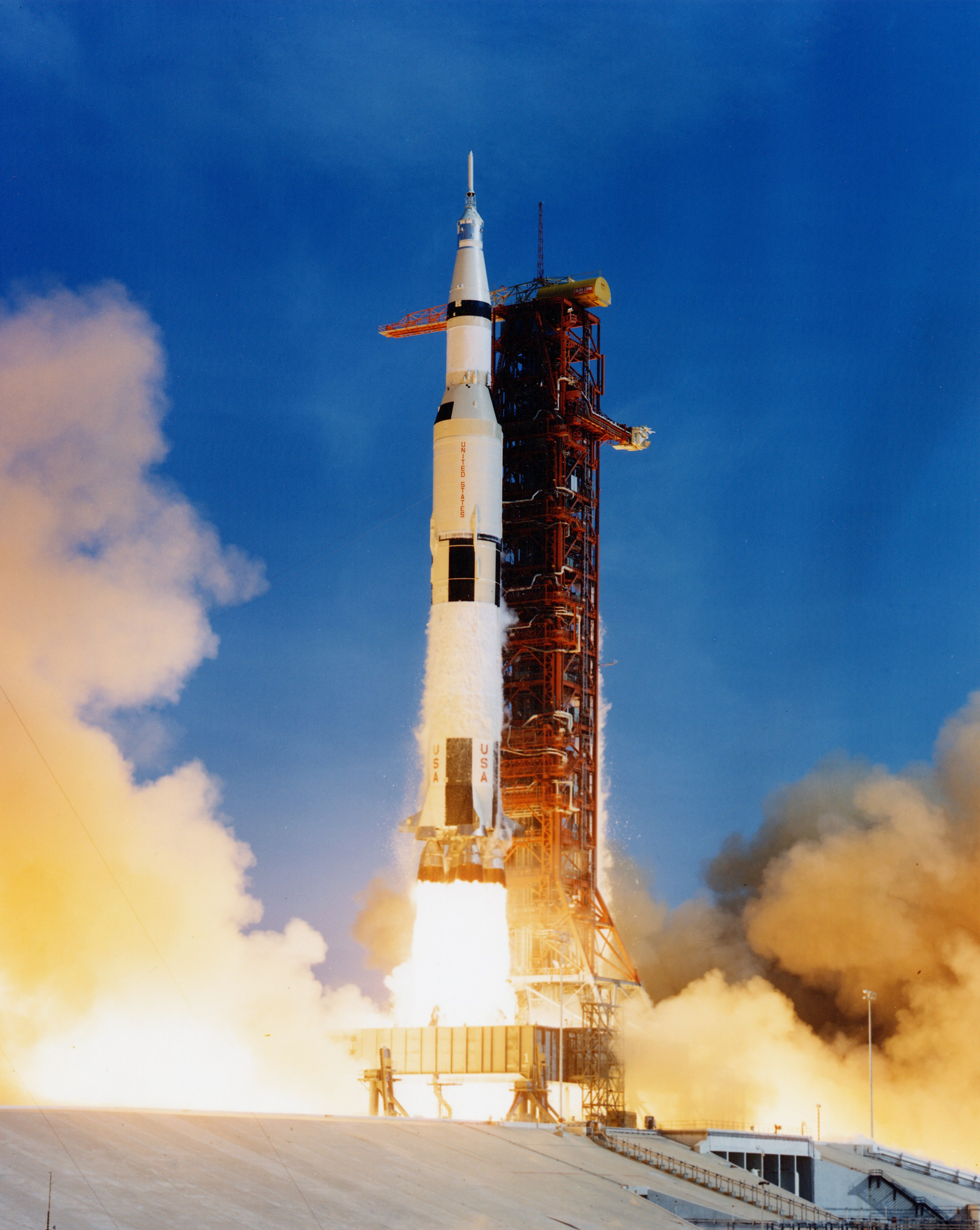
Az Apollo–11 startja Cape Canaveralről 1969. július 16-án

Az Apollo–11 Collins számára teljesen mást jelentett, mint két társa számára. Mint a parancsnoki egység pilótájának (CMP), az ő feladatai merőben eltértek két társától, ezért mind a majdani éles feladatait, mind a kiképzést néha a két társától függetlenül, külön végezte. A kiképzés során szimulátorteszteket végzett, az űrruhákat próbálta ki nyomáskamrában, illetve centrifuga teszteken vett részt, ahol a visszatérés 10g feletti terhelését szimulálták. A leggyakoribb gyakorlás pedig a Langley Kutatóközpontban felépített szimulátorral történt, amellyel a holdkomp és az Apollo űrhajó közötti összekapcsolódást gyakorolták. A műveleti terv szerint a két űrhajónak elég kihegyezett forgatókönyvet írtak elő: a holdfelszínről visszatérő felszállófokozatnak nem volt már üzemanyaga, ezért a parancsnoki űrhajó volt az aktív fél a műveletben, ráadásul mindezt a holdi felszállás első keringésében teljesíteni is kellett. Collinsnak ezért összesen 18 forgatókönyvre elegendő műveletet írtak össze, 18-féleképpen szedhette össze a visszatérő társait (amelybe beleértették, hogy mi van akkor, ha a holdkomp mégsem tudott landolni, vagy nem emelkedett elég magasra, vagy éppen túlgyorsult, elvétették a start időzítését, stb.). Az erről összeállított műveleti kézikönyv 117 oldalas volt, amelyet Collinsnak készségszinten kellett tudnia alkalmazni.

##### Odaút és leszállás a Holdon

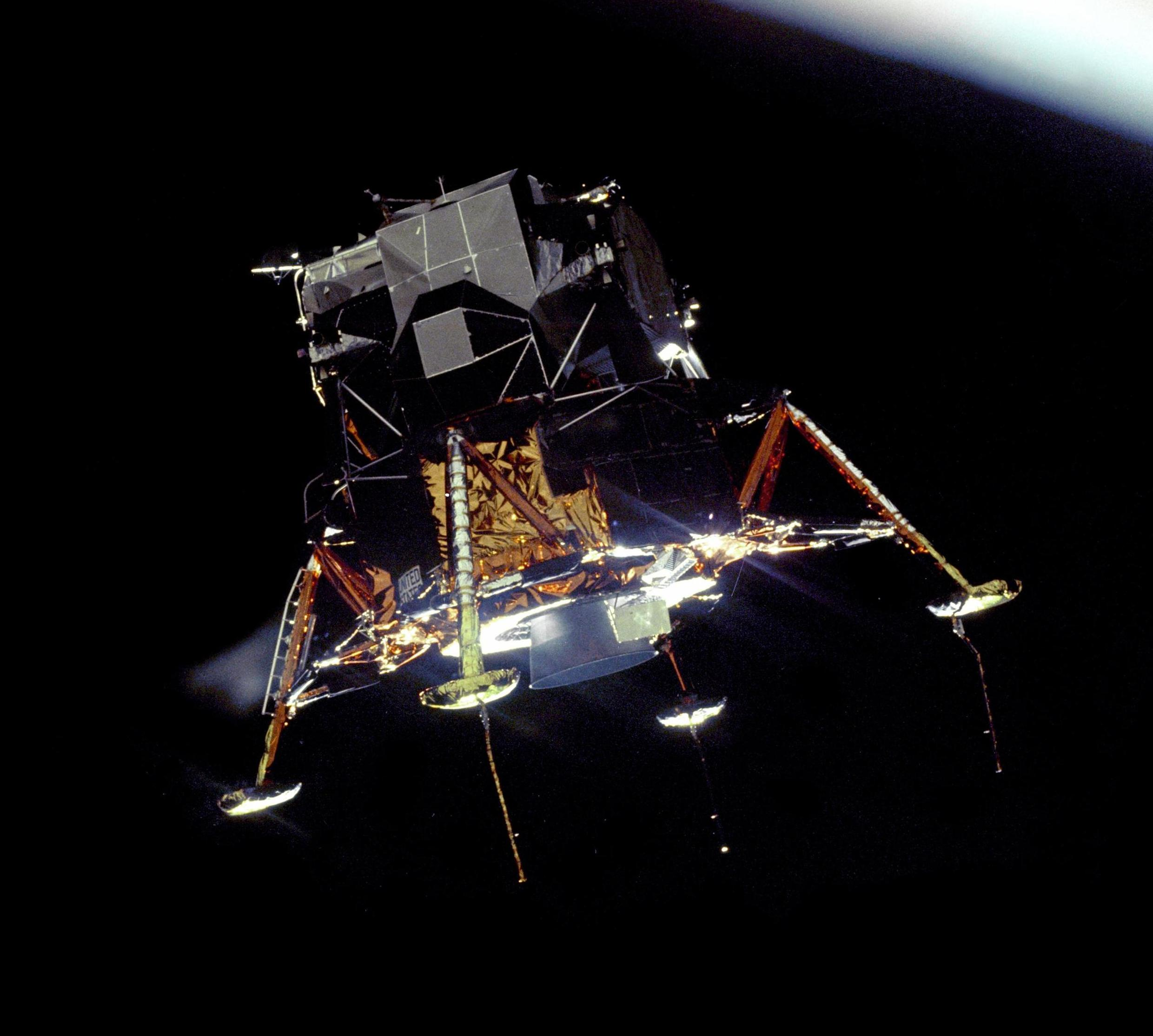
„A Sasnak szárnyai vannak”: Armstrong piruettet végez a holdkomppal a Columbia ablakai előtt, hogy Collins ellenőrizhesse a sérülésmentességet

Az Apollo–11 1969. július 16-án 9:32:00-kor (13:32:00 UTC) szállt fel Cape Canaveral 39A indítóállásából, hogy meghódítsa a Holdat. Erre az után került sor, hogy a rakétát hosszasan előkészítették (a műszerek és kapcsolók beállítását a tartalék legénység egyik tagja, Fred Haise végezte el, mire a legénység az indítóállásba érkezett), a legénység részt vett az addigra tradicionálissá vált „űrhajós reggelin”, majd beöltöztek, és egy furgon megtette velük a legénységi épület és az indítóállás közti 5 kilométeres távot. Időközben az addigi történelem legnagyobb nézőközönsége is összegyűlt a Cape Canaveralt övező nyilvános partokon, a Cocoa Beachen, a Banana River partjain. Pat Collins és lányuk Ann nem volt a helyszínen, houstoni nappalijukból tévén kísérték figyelemmel a felszállást.
A felszállás maradandó élmény volt a három űrhajós számára, sokkal intenzívebb, mint amit a Gemininél éltek át. A legalapvetőbb emlék a zaj volt, amely főként a felszállás kezdeti szakaszában érte őket, mivel ilyenkor egy darabig nemcsak a hajtóművek hangját hallották közvetlenül, hanem a talajról visszaverődő hanghullámokat, és a zaj egészen addig velük volt, amíg a rakéta el nem érte a hangsebességet, amikor a zaj egyszerűen „lemaradt” tőlük. Az Apollo–11 a tervek szerint Föld körüli pályára állt, ahol rendszerellenőrzések következtek, majd az irányítás megadta az engedélyt a Hold irányú gyújtáshoz. Ekkor és a gyújtást követően a Geminihez képest tágas kabinban szabadon lebeghettek, és a parancsnok örömmel nyugtázta, hogy sem őt, sem társait nem érintette az űrbeli mozgásbetegség egyetlen tünete sem, amely pedig más űrhajósokat meglehetősen érzékenyen érintett. Emellett először voltak részesei annak az élménynek, hogy bolygóként tekinthettek „le a Földre”.
Az odaút viszonylag eseménytelenül telt. Apróbb hibák jelentkeztek, elromlott például a víz oldott hidrogéngáz tartalmát semlegesítő berendezés, és így rengeteg gáz került az ivóvízbe és az ételükbe, amelyet szintén vízzel kellett előkészíteniük a szárított állagukból. Emiatt az űrhajósokat folyamatos diszkomfort érzés gyötörte a szervezetükbe jutott gáz miatt. Váltásokban végezték a munkájukat, aludtak, tévéközvetítéseket adtak. A világ minden egyes rezdülésüket követte (a Szovjetunióban a Pravda cikkében az „űrrepülés cárjának” nevezték Neilt).
Az űrhajó több pályaközi korrekciót végrehajtva három nap múltán ért a Holdhoz, ahol Armstrong és Aldrin a 10. keringés során másztak át a holdkompba, amely addig „stand by” üzemmódban repült velük. A leszállás előtti feladat abban állt, hogy fel kellett ébreszteni a holdkompot, minden részegységét repülőképes állapotba hozni, illetve önmaguk is beöltöztek az űrruháikba (addig könnyű kezeslábasban repültek végig az odaúton), aztán onnantól kezdve egészen a felszínről való visszatérésig tilos volt levenni az öltözéküket. Az érdemi leszállás a 13. keringésben kezdődött: a holdkompot leválasztották az anyaűrhajóról, majd Collins kívülről szemrevételezte, hogy nem látszik-e rajta valamilyen rendellenesség. A 14. keringésben megkapták a leszállási engedélyt és egy fékezéssel elkezdtek süllyedni. A parancsnoki egység pilótájának innentől kezdődött az egyedül repülés feladata, amelyre annyit gyakorolt korábban.

##### Az egyedül repülés

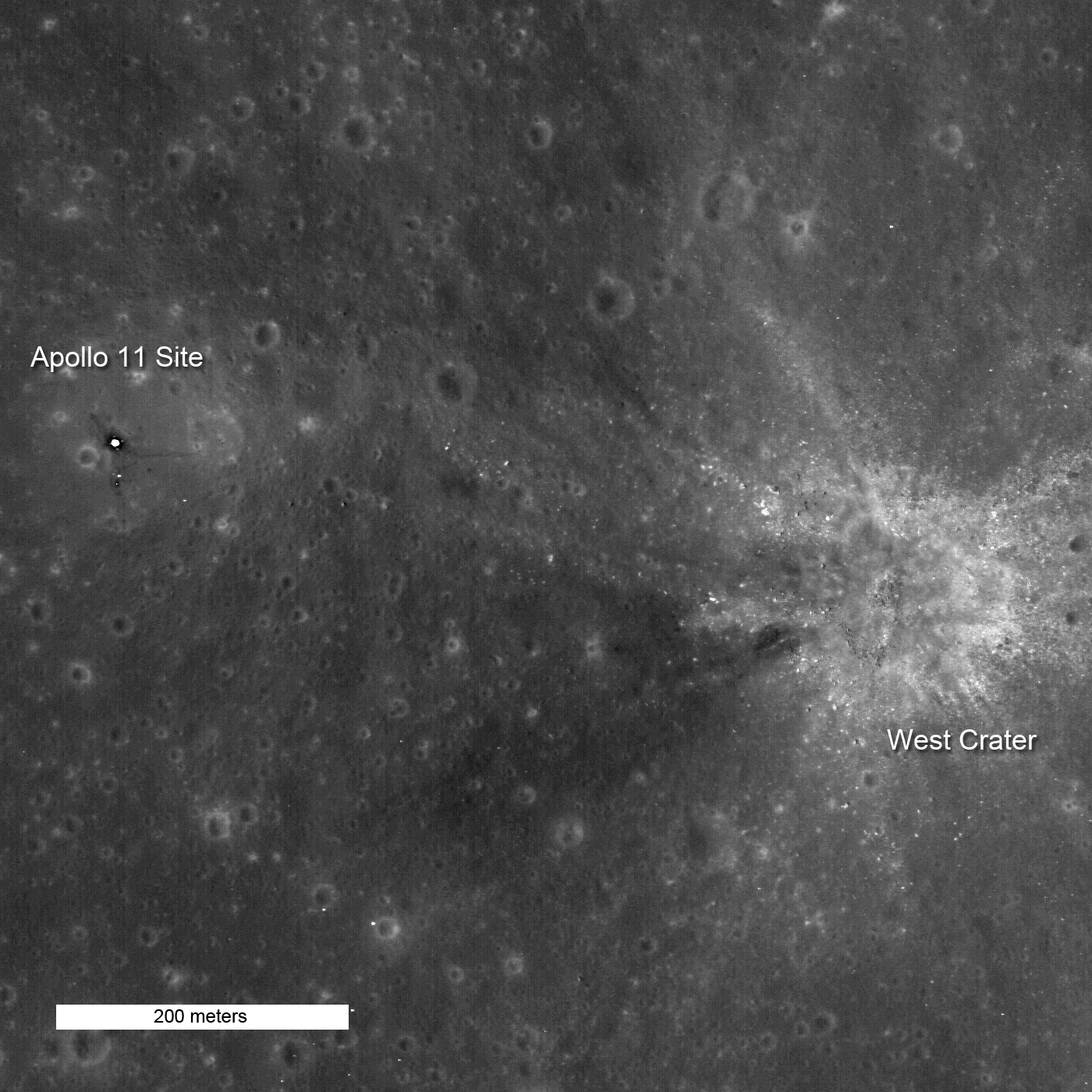
Az Apollo–11 pöttye a holdfelszínen a West kráter mellett, ahogy azt négy évtized múltán a Lunar Reconnaissance Orbiter kamerája megtalálta

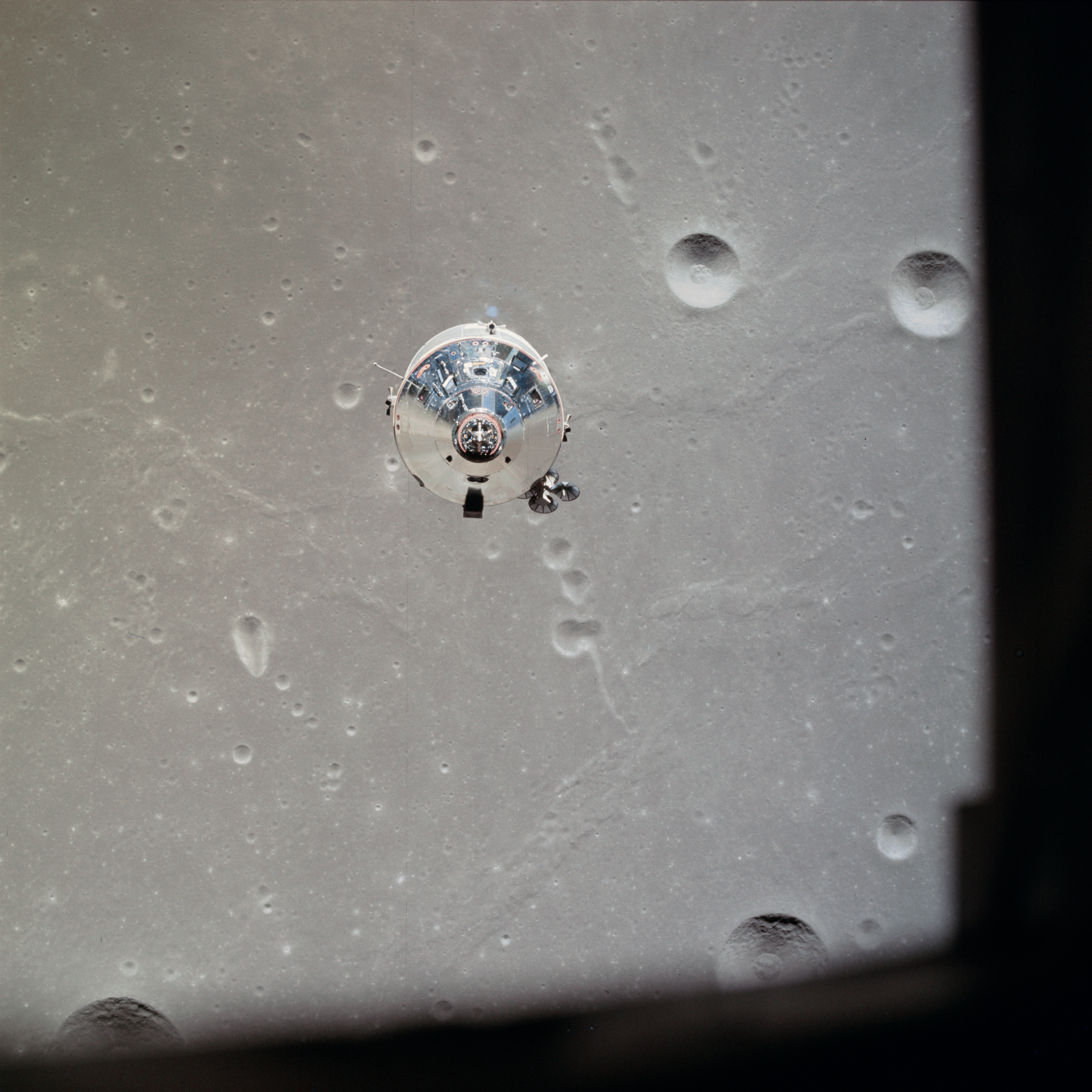
A Columbia és fedélzetén Michael Collins immár egyedül repül Hold körüli pályán

A holdkomp távozása után a parancsnoki modul pilótája kicsit több mint egy teljes napon át egyedül repült a Columbiá-val. Miután társai lefékeztek, hogy a felszínre jussanak, a parancsnoki egység tovább repült 113 km magas pályáján, amelyen Collinsnak elvileg nem volt szabad változtatnia. A parancsnoki egység pilótája végigizgulta az Eagle leszállását a Nyugalom tengerén, majd miután Armstrongék bejelentették, hogy leérkeztek, és elült az ezzel kapcsolatos izgalom, ő is bejelentkezett a rádióba:
„Hallottam ám az egész dolgot idefennről.”
Amit Armstrong így nyugtázott:
„Köszönjük. Te csak tartsd készenlétben azt a fenn keringő bázist nekünk, míg visszaérünk.”
A parancsnoki egység keringése közben Collins egyetlen kijelölt feladata az volt, hogy megpróbálja megtalálni a felszínen az Eagle-t. Ehhez az irányítástól kapott támpontot, ahonnan azt mondták neki rádión, hogy a holdkomp vélhetően hat kilométerrel vétette el az eredetileg tervezett leszállási pontot, ott kell keresse, társai pedig az ablakon kinézve próbálták leírni az őket körülvevő táj fontosabb tájékozódási pontjait. Mindemellett azonban a feladat olyan nehézségű volt, mint a közmondásos „tűt keresni a szénakazalban”. A fenn keringő űrhajósnak mindössze egy 26-szoros nagyítású távcsöve volt és minden egyes keringésben kereste vele társai űrhajóját. A feladat abból állt, hogy nem is az űrhajót (mivel az meglehetősen pontszerű volt ilyen magasságból), hanem annak elnyúlt árnyékát kellett keresni a nem is túl ismerős kráterek között (mivel az ismerős kráterek az eredetileg tervezett pont környékén feküdtek). Az egyedül maradt űrhajósnak végül nem sikerült megtalálni társait, nem sikerült megpillantani és behatárolni a Nyugalom bázist.
Az egy napos magányos repülés során Collins sosem érezte magát magányosnak, bár összességében úgy fogalmazott, „Ádám óta egyetlen emberi lény nem tapasztalt ilyen egyedüllétet”. Ehelyett inkább a saját küldetésének fontosságát próbálta előtérve állítani, ahogy későbbi életrajzában megfogalmazta: „Ez az egész vállalkozás három emberre volt szabva, és én az én egyharmadomat is olyan fontosnak éreztem, mint a másik kettő részét”. Minden keringés során 48 percig rádióösszeköttetés nélkül repült, amely idő alatt sem magányt érzett, hanem „éberséget, előre gondolkodást, elégedettséget, önbizalmat, sőt diadalittasságot”. A keringése során számolatlanul készítette a fényképeket a holdi képződményekről, illetve karbantartási feladatokat látott el az űrhajóban. A Hold túloldala felett a második keringésen például az üzemanyagcellákban keletkezett felesleges vizet ürítette az űrbe, a harmadik keringésen pedig egy hűtési problémát hárított el (az irányítás tájékoztatta, hogy a hűtéssel probléma van és a Columbia akár megfagyhat, ezért kapcsolja a hűtésvezérlést kapcsolja kézire és vezesse végig a 17. sz. műveletet, ám ő ezt felülbírálta, a kapcsolót automatáról kézire váltotta, majd kis idő múlva újra automatára, majd kis idő múlva jelenthette, hogy a probléma megoldódott.
Később megvárta, míg társai végeznek az űrsétával és az ő alvási periódusa is csak akkor következett el, hogy majd később a randevúkor fitt legyen. Végül olyan sok időt töltött egyedül a Columbiában, hogy úgy érezte, rajta kell hagynia a keze nyomát, ezért később egy feliratot hagyott hátra az egyik tárolórekeszben:
„107-es (gyári számú) űrhajó – alias Apollo–11 – alias Columbia. A legjobb űrhajó, ami valaha lekerült a gyártósorról. Isten áldása rá. Mike Collins, CMP.”
Collins nagy belépőjének ideje akkor érkezett el, amikor a Holdról visszatérő Eagle-t fogadni kellett. Korábban (egy 2009-es visszaemlékezése szerint) rengeteget aggódott azon, hogy társai visszatérnek-e egyáltalán a holdfelszínről, vagy egyedül kell hazatérnie a Földre. Ebben a szituációban az volt az érzése, hogy „örökre megbélyegzett ember lett volna”. Éppen ezért folyamatosan készült azokra a biztonsági eljárásokra, amelyekkel a Columbiát más pályára kellett volna vinne, hogy egy rosszul sikerült holdkompos start következményeit kiküszöbölje.

##### Hazaút és hazaérkezés

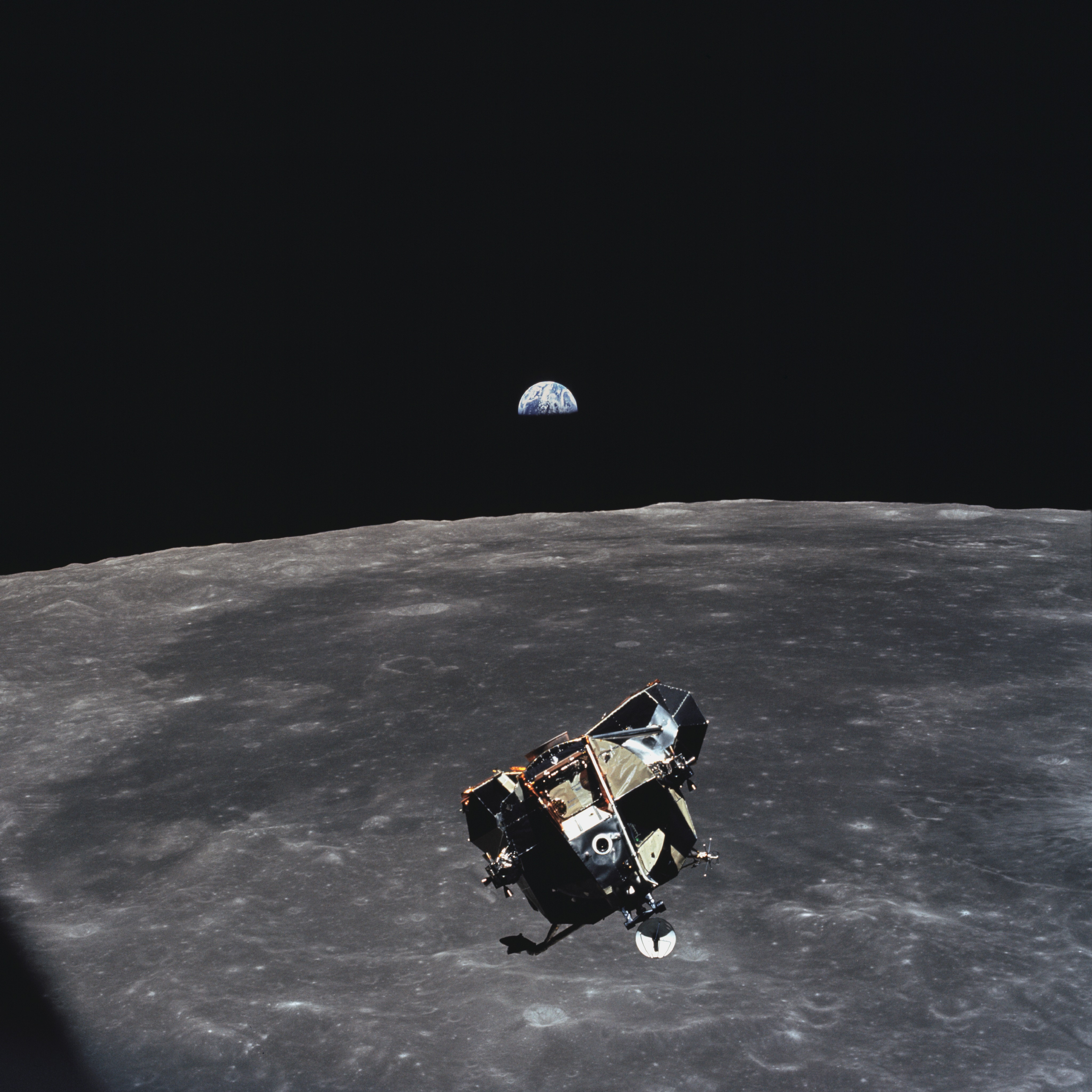
A visszatérő Eagle felszállófokozat, háttérben a földfelkeltével

A holdra szállás utolsó fázisa a holdkomp holdi startjával kezdődött, amely a legkisebb hiba nélkül végbement, Armstrong és Aldrin a koromfekete égre lendült a kis lélekvesztőjükben. Odafenn már Collins várta őket. Mivel minden rendben működött, a normál üzemmódon az űrhajók a megfelelően megválasztott startidőpont folytán lényegében automatikusan találkoztak odefenn és Collins elvégezte a végső fázis feladatait és összekapcsolta a Columbiát és az Eagle-t. Eközben még arra is volt ideje, hogy egy ikonikus fotót készítsen: előtérben a holdkomp közeledik, háttérben pedig a Föld kel fel éppen a holdi horizont felett.
A dokkolás után Armstrongék átpakolták a mintákat és minden mást, amit haza akartak hozni. Ezután leválasztották a holdkompot. Egy utolsó kísérlet keretében bekapcsolva hagyták minden rendszerét, és figyelték, hogy az egyébként készletek, elsősorban hűtővízkészletek híján levő űrhajó hogyan viselkedik és mennyi ideig tartható fenn a működése. A holdkomp rendszerei még 8 órán át maradtak működőképesek hűtés nélkül (később az Apollo–13 baleseténél használták fel ezeket a tapasztalatokat). Hamarosan elérkezett a Hold körüli pályáról való kigyorsítás pillanata, amelytől számítva eseménytelen három napos hazaút várt az űrhajósokra. A földi leszállás előtt aztán a maga módján mindhárom űrhajós köszönetet mondott mindazoknak, akik lehetővé tették az útjukat, akik alkotta jéghegy csúcsát képviselték ők hárman. Collins a következőket mondta a legénység utolsó tévéadásában, amit az űrből küldtek:
„A Saturn-V rakéta, ami feljuttatott bennünket, bonyolult gépezet, amelynek minden alkatrésze hibátlanul tette a dolgát... Mindez csak egy csomó ember vére, könnye és verejtéke árán jöhetett létre. Először is amerikai munkásokén, akik a gyárakban összeszerelték ezeket a szerkezeteket. Másodszor azoknak a csapatoknak a gondos munkája árán, akik tesztelték ezeket az összeszerelés közben, majd utána is. És végül mindazon emberek munkájának árán, akik a Manned Spaceflight Centerben dolgoznak akár a vezetőségben, akár a küldetések tervezésén, vagy az irányítóközpontban, vagy végül, de nem utolsósorban a legénységek felkészítésén. Úgy néz ki ez a munka, mint a tengeralattjáró periszkópja. Önök csak hármunkat látják, de a felszín alatt ezrek és ezrek vannak még, nos nekik csak annyit szeretnék mondani: Nagyon szépen köszönöm.”
Végül az Apollo–11 1969. július 24-én 16:50:35-kor (UTC) csobbant a vízbe a Csendes-óceánon, a Wake-sziget közelében. A helyszínen várakozott a USS Hornet anyahajó, amely a fedélzetére vette az időközben a karanténszabályok miatt védőöltözete öltözött triót. Ezzel véget ért az emberiség egyik legnagyobb vállalkozása. Armstrongék számára egy három hetes karantén időszakot követően ért véget a vállalkozás. (A karanténra azért volt szükség, mert a holdfelszínt először meglátogató űrutazók esetében fennállt az az elméleti lehetőség, hogy odafönn valamilyen ismeretlen életforma mégiscsak megélhet – elsősorban baktériumi szinten –, és nem volt kizárható valamiféle fertőzés; ennek továbbadását volt hivatott megelőzni az elkülönítés.)
Közvetlenül a karantén után az űrhajósok előbb Amerika nagyvárosait kerestek fel. New Yorkban a hagyományos „ticker tape parade” fogadta őket a Hősök Kanyonján, majd Chicago következett, a két helyen hatmilliónyian látták őket a helyszínen. Még aznap este Los Anglesben vettek részt egy hivatalos „állami” vacsorán, ahol kongresszusi képviselők, 44 állam kormányzója az USA legfelsőbb bírája, és 83 állam nagykövete vett részt. Később Richard Nixon elnök és Spiro T. Agnew alelnök a Szabadság Érdemrendet nyújtotta át a három felfedezőnek. A hazai ünneplést követően indult a „Project Giantstep”, későbbi népszerű – és nem kevésbé stílusos – nevén a „Giant Leap Tour”, egy 37 napos, 23 országot érintő Föld körüli út. Richard Nixon az elnöki különgépet (egy Boeing VC-137B-t, amelyet a köznyelv „Air Force One”-ként ismer) adta kölcsön az űrhajósok útjához. Armstrongék útja érintette mind az öt földrészt, Magyarországhoz legközelebb Belgrádban, az egykori Jugoszláviában jártak a holdutazók, viszont egyetlen akkori szocialista országban sem tettek látogatást. Az út során az űrhajósok és feleségeik 26 nagyvárosban jártak, jobbára egynapos látogatásokat téve, ennek során legalább 100 millió ember láthatta őket testközelből és huszonötezren kezet is rázhattak velük, köztük olyanok, mint II. Erzsébet angol királynő, vagy VI. Pál pápa. Az utazás utolsó állomása a Fehér Ház volt, ahol vendégként egy éjszakát is eltölthettek az utazók.

## A NASA utáni karrierje
Még az Apollo–11 felkészülése alatt történt, hogy Deke Slayton felajánlotta neki, hogy a repülést követően visszateszi a legénységi jelölések rotációjába, amelyek alapján minden bizonnyal elnyerte volna az Apollo–14 tartalék parancsnoki jelölését, amely egyet jelentett volna (normál körforgás esetén) az Apollo–17 parancsnoki kinevezésével és azzal, hogy Collins is járhatott volna a Holdon. Ám ő azt válaszolta Slaytonnak, hogy megköszöni a lehetőséget, de visszautasítja. Az űrhajóslét ugyanis olyan terheket rótt a családi életre, hogy a legtöbb űrhajós inkább visszavonult egy-két repülés után, illetve sok társához hasonlóan Collins motivációja is abban állt, hogy segítse hazája, Kennedy elnök által kitűzött célkitűzését sikerre jutni, ám amikor az oroszok legyőzése sikerre jutott ezáltal, a Hold további felfedezése érdektelenné vált számára. Az Apollo–17 parancsnoksága (és egyben az a tisztesség, hogy utoljára hagyja valaki a lábnyomát a Holdon) Eugene Cernan-re szállt.

### Az USA Külügyminisztériumának sajtófőnöke
Még a Giant Leap Tour kezdete előtt Thomas O Paine, a NASA főigazgatója félrevonta Collinst és tájékoztatta, hogy William P. Rogers, az USA külügyminisztere érdeklődött nála és azt szeretné, ha rávennék az űrhajóst, hogy legyen az USA Külügyminisztériumának sajtófőnöke. Amikor 1969 novemberében visszatértek a jószolgálati körútjukról az Apolo–11 űrhajósai a külügyminiszter találkozott Collins-szal és megbeszélték a jelölés részleteit, amelynek nyomán az űrhajós elfogadta a tisztséget (amelyre már Richard Nixon elnök is jelentős nyomást helyezett). Mindenesetre Collins egy meglehetősen furcsa választásnak számított, mivel korábban jellemzően neves újságírók, vagy karrier diplomaták töltötték be a pozíciót, igaz Collins feladata is kissé különbözött elődeiétől, mivel nem ő volt, aki egy-egy alkalommal a nyilvánosság elé állt és bejelentett valamit, hanem inkább a minisztérium sajtóügyeinek koordinálását végezte. Ehhez mindössze egy 115 fős csapata volt, 2,5 millió dolláros költségvetéssel, amely eltörpül a Védelmi Minisztérium 6000 fős PR apparátusa mellett.
A népszerű űrhajós nehéz időkben vette át a pozíciót. A vietnámi háború baljósan alakult, a Kambodzsai megszállás, valamint a Kent Egyetemi mészárlás tiltakozások sorozatát indította el a kormány ellen. Mindenesetre minden Apollo–11-en szerzett hírnevét megpróbálta latba vetni, hogy segítse a kormány munkáját. Beszédeket tartott (köztük emlékezetes felszólalása volt 1970-ben a vermonti Saint Michael Egyetemen, amelyekben a nemzet problémáiért részben a szűklátókörűséget okolta.
Végül kénytelen volt belátni, hogy ez a munka nem elégíti ki. Így amikor egy lehetőség adódott számára, Nixon elnök engedélyét kérte, hogy ő lehessen inkább a Nemzeti Légi és Űrhajózási Múzeum igazgatója. A távozását 1971. február 22-én jelentették be, az utolsó munkanapja pedig 1971. április 11-én volt. Pozíciója egészen 1973 októberéig üres maradt, amikor Carol Laise töltötte be a helyét.

### A Nemzeti Légügyi és Űrmúzeum igazgatója

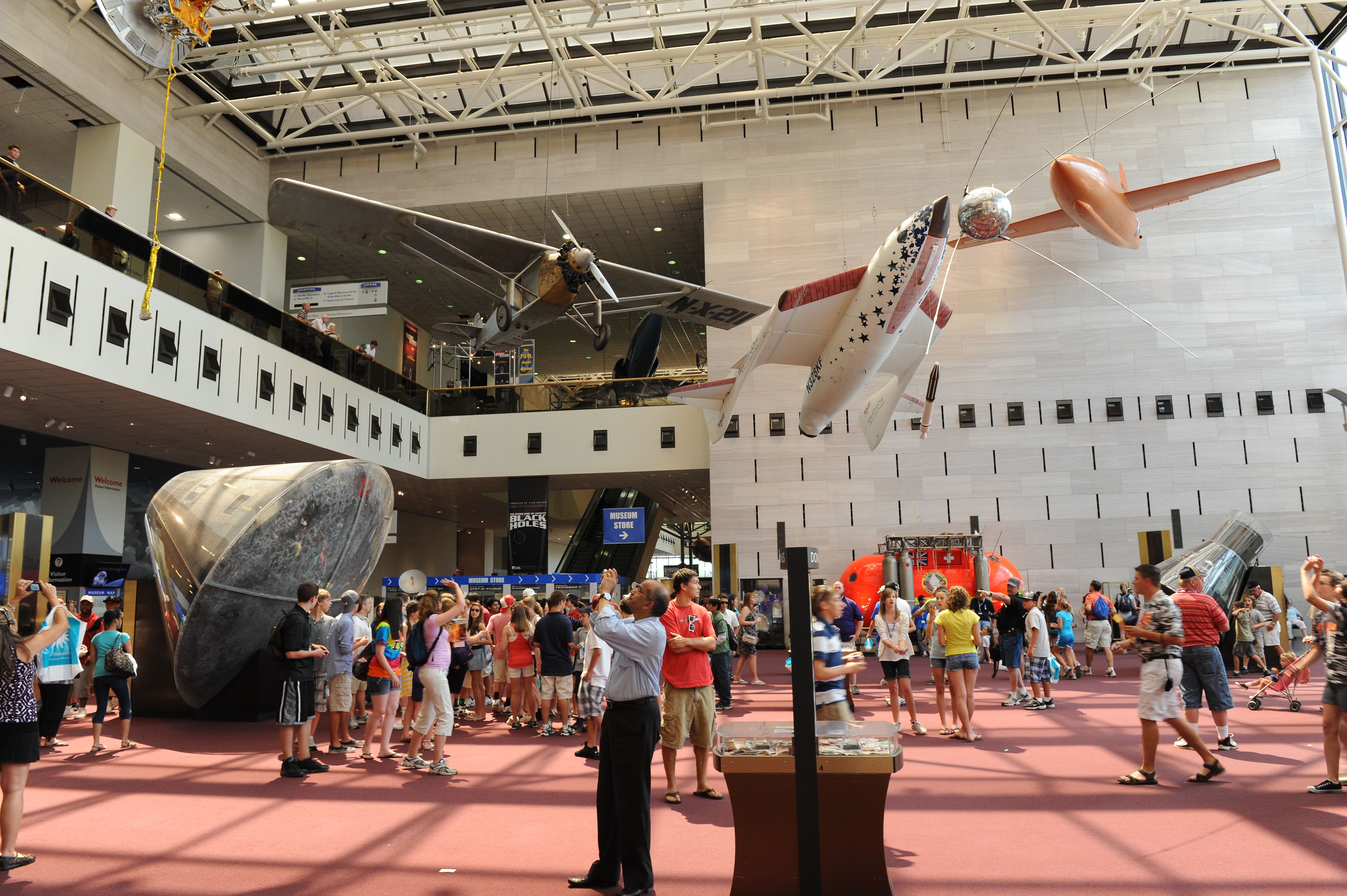
A Nemzeti Légi és Űr Múzeum fő csarnoka. ahol az Apollo–11 kabinja, a SpaceShipOne, a Spirit of St. Louis és a Bell X–1 látható

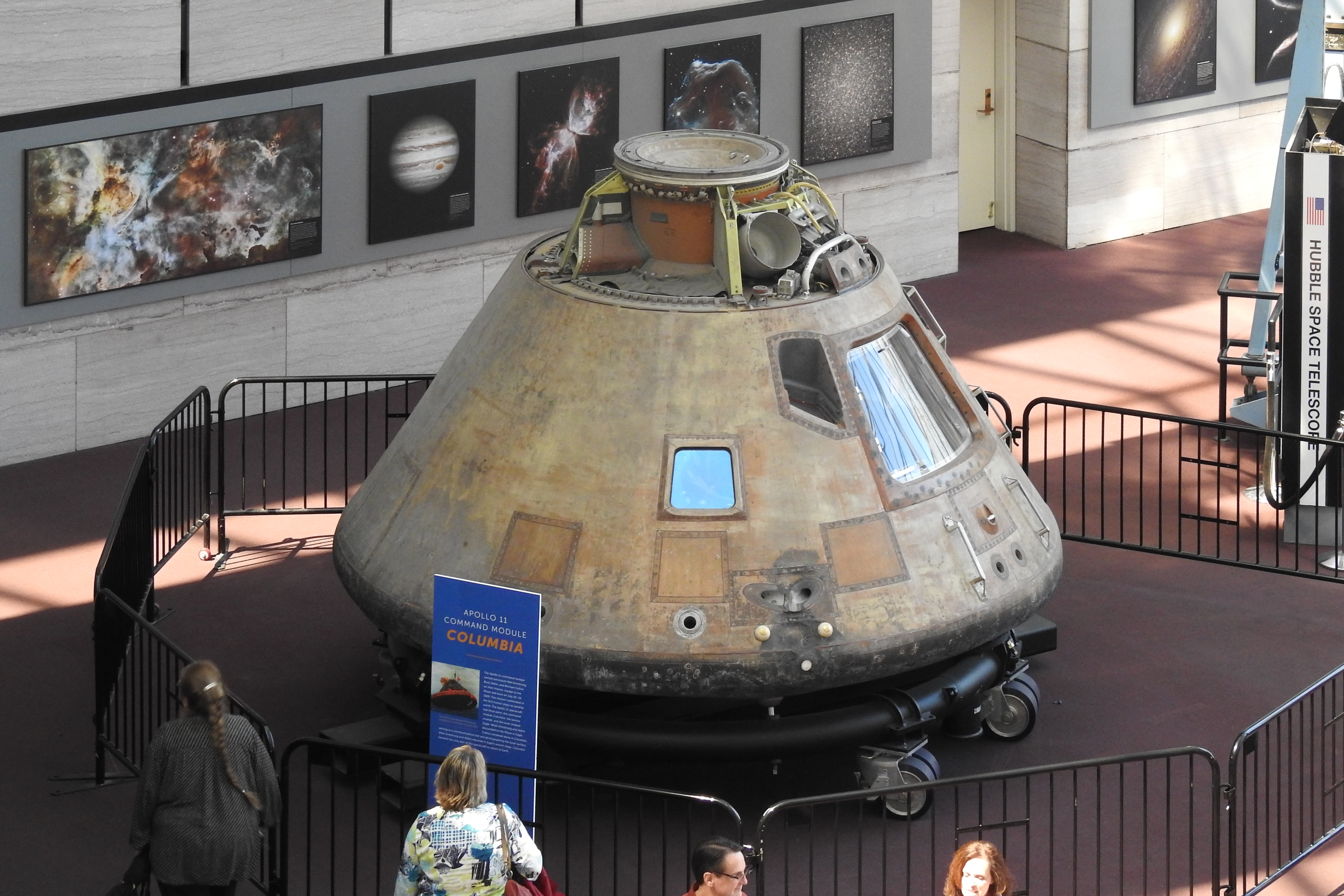
A Columbia a múzeumban

A múzeum sorsa kalandosan alakult. A Kongresszus 1946. augusztus 12-én adott ki egy megbízólevelet a Nemzeti Légi Múzeum felállítására, amelyet a Smithsonian Intézet igazgatott a továbbiakban. Azonban az USA törvényhozási rendszerében ez még nem elégséges egy intézmény alapításához, a Kongresszusnak még a finanszírozáshoz szükséges forrásokat is kötelessége hozzárendelni a szándékához, hogy érvényes legyen a rendelkezés, ám ezt akkor nem tették meg, így nem kezdődhetett meg egy épület megvalósítása.
Aztán 1957-ben a Szputnyik–1 repülése, majd az azt követő űrverseny során megvalósított űrtechnológia rendkívüli mértékben felkeltette az emberek figyelmét. A Mercury-programból a Smithsonian Intézetnek adományozott és a már létező Művészeti és Ipari Csarnok épületében kiállított Freedom 7 és Friendship 7 űrhajó egy év alatt 2.670.000 látogatót vonzottak. Az Apollo–11 maga is újabb látogató áradatot indított el, amikor például a kiállított holdkőzeteket havi 200.000 érdeklődő látogatta meg. Ezért aztán 1970. május 19-én Barry Goldwater képviselő, nyugalmazott USAF vezérőrnagy kérte a Szenátust, hogy adjanak költségvetési forrásokat a múzeum létrehozására.
Ebben a pillanatban érkezett el Collins számára a váltás lehetősége, mivel egy ilyen jellegű kihívások érdekelték volna őt. A múzeum tevékenységének tartalmi oldala jól illett az ő katonai múltjához, ám a munka nem ezzel kezdődött, hanem a múzeum létrehozásával, amelyhez kongresszusi forrásokat kellett kijárni és kezelni, valamint az építést menedzselni. Collins széles körű lobbitevékenységbe kezdett, oldalán Goldwater képviselővel és a Kongresszus végül egy 40 millió dolláros költségvetési támogatást szavazott meg (amelyből 27 millió dollár szólt az építési szerződés finanszírozásáról, 13 millió az egyéb beszerzésekről). A 40 milliós keret kevesebb volt, mint amit Collinsék vártak a törvényhozástól, ezért a projektben kénytelenek voltak csökkenteni az épület méretét, illetve néhány kompromisszumos, költségkímélő megoldást választani.
A költség kérdéseken kívül a projekt lefutásának időbeli kérdései is Collins vállát nyomták. Az elképzelések szerint a múzeumnak meg kellett nyitnia 1976. július 4-re, az Egyesült Államok alapításának bicentenáriumára. A tervezési szerződést Gyo Obata kapta meg a st. louis-i Helmuth, Obata & Kassabaumoff tervezőirodától azzal az iránymutatással, hogy az új múzeumnak harmonizálnia kell a Nemzeti Csarnok már álló létesítményeivel (így például a homlokzata tennessee-i márványból készült, mivel már a Nemzeti Galériáé is abból volt). A kivitelezési szerződést a Gilbane Építőipari Vállalat kapta. A tervek szerint mindent fel kellett gyorsítani, Collins azt a megoldást választotta, hogy ami kikerült a tervezőirodából (előzőleg szakaszolták a tervezést és a kivitelezést), máris szerződött rá, így volt lehetséges, hogy voltak részek, amely kivitelezése már megkezdődött, miközben más részek tervezése még el sem indult.
Az építkezés 1972. november 20-án indult az alapkő letétellel, amelynél aztán sok, nem szokványos technológiát alkalmaztak, amely egy sor párhuzamos munkára is lehetőséget teremtett, így például párhuzamosan folyhattak belső munkálatok, miközben még a szerkezetépítés folyt más helyeken. Collins feladata az építkezés levezénylése volt a megrendelő oldaláról, de ugyanakkor más feladatok is hárultak rá: összetoborozni a megfelelő múzeumi személyzetet, a kiállításokat megterveztetni és beindítani egy új részleget, a Föld és Bolygókutatási Központot, amely a Föld és a Hold körül keringő szondák adatait rendszerezte. Collins a feladatot monumentálisnak jellemezte annak befejeztével.
A múzeum három nappal a tervezett időpont előtt nyitott meg 1976. július 1-jén és Collins a kitűzött költségvetésen belül tartotta annak megvalósítását. A megnyitó ünnepséget Gerald Ford elnök vezette. Ezt követően a múzeum rendkívül sikeres lett, a megnyitása utáni első hónapban 1 millió látogató lépett be a kapuin, de a továbbiakban is az évi 8-9 milliós látogatószám a világ legsikeresebb múzeumai közé emeli. A látogatók olyan rekvizitumokat láthatnak benne, mint a világ első motoros repülőgépének tekintett Wright Flyer, az óceánrepülő Spirit of St. Louis, a hangsebességet először elérő Glamorous Glennis és az első holdra szállás egyetlen Földre visszatért tanúja a Columbia parancsnoki egység.
Collins 1978-ig tartotta meg az igazgatói széket, majd a Smithsonian Intézet felső vezetésében vállalt tisztséget. Ezen idő alatt, ugyan nem aktív katonai szolgálatban, de – különösen miután a Külügyminisztérium szolgálatába állt – az Egyesült Államok Légierejének Tartalék Hadereje tagjaként szolgált és 1976-ban vezérőrnagyi rangra emelkedett. Végül 1982-ben szerelt le.

### Egyéb tevékenységek

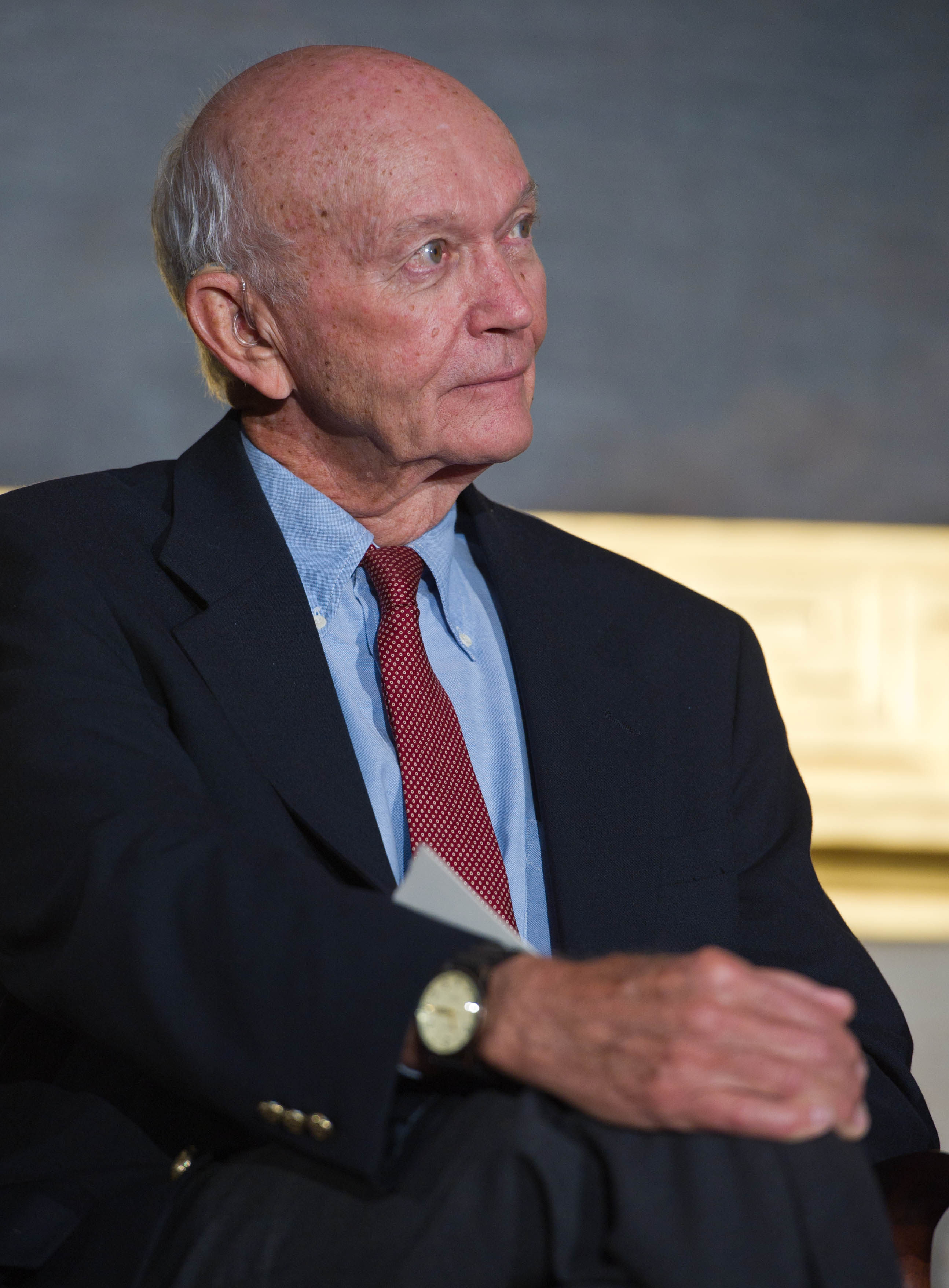
Collins a Kongresszusi Aranyérem átadási ceremónián 2011. november 16-án

1980-ban átlépett az üzleti életbe. Elvállalta az LTV Aerospace repülőgyár alelnöki pozícióját, amelyet egészen 1985-ig látott el. Ekkor megalapította a saját repülőgépiapari konzultációs cégét a Michael Collins Associates-t, amelyben független tanácsadóként működött a repülőgépipar szereplői számára.
Ezt követően a közvélemény előtt viszonylag ritkán tűnt fel, maximum a holdra szállás évfordulóira emlékező fehér házi ceremóniákon tűnt fel, előbb Bill Clinton vendégeként 1994-ben, majd George W. Bush meghívására 2004-ben, végül (Armstrong halála miatt már csak Aldrinnal kettesben) Barack Obama mellett 2014-ben. Élete csendes részébe érkezett, amelyben élete ars poeticája arról szól, hogy „aggódjam a tőzsde miatt” és „találjak egy üveg igazán jó cabernet-t tíz dollár alatt”.
90 éves korában, rákban hunyt el 2021. április 28-án.

## Helye az egyetemes kultúrában

### Csillagászati objektumok
A NASA közvetlenül az Apollo–11 útját követően hivatalosan is kérvényezte néhány holdrajzi elnevezés hivatalos bejegyzését a Nemzetközi Csillagászati Uniónál (IAU). Így elsőként a Nyugalom bázis (Statio Tranquilitatis) nevet, majd az űrhajósok tiszteletére három, a leszállóhely és a közeli Moltke kráter közelében fekvő három kisebb – korábban csak Moltke A, B és C jellel ellátott – becsapódásnyom átnevezését Armstrong, Aldrin és Collins kráterre. Aldrin krátere a 3,6 kilométer átmérőjű „B” jelű kráter lett. Ugyancsak Aldrin űrhajós nevének részletét viseli az egyik olyan ásvány, amelyet az első holdra szállás során hoztak vissza a holdi minták között az űrhajósok, amely a Földön nem ismert, és amelyet tiszteletből az űrhajósokról neveztek el: az armalcolit.
A holdra szállás 30. évfordulóján merült fel csillagászokban, hogy szintén a három úttörő űrhajós tiszteletére kisbolygót nevezzenek el. Cseh csillagászok fedezték fel az 1983 EB aszteroidát, amely a belső aszteroida övben keringő 3 kilométer átmérőjű kisbolygó, a Flóra-család tagja. 1983-as felfedezését követően a cseh csillagászok javasolták, hogy nevezzék el Collinsról a 30. évforduló tiszteletére „6471 Collins” néven, ahogy Armstrongról az 1982 PC (6469 Armstrong néven), Aldrinról pedig 1982 RO (6470 Aldrin néven) is javasoltak kisbolygót elnevezni. Az IAU elfogadta az elnevezéseket.

### Megjelent könyvei
- Collins, Michael. Carrying the Fire: An Astronaut's Journeys. New York: Farrar, Straus, and Giroux (1974)
- Collins, Michael. Flying to the Moon and Other Strange Places. New York: Farrar, Straus and Giroux (1976)
- Collins, Michael. Liftoff: The Story of America's Adventure in Space. New York: Grove Press (1988)
- Collins, Michael. Mission to Mars. New York: Grove Weidenfeld (1990)

### Filmes megjelenései
Személyes megjelenése két filmben volt. Az egyik a 2007-ben készült dokumentumfilm, az In the Shadow of the Moon (A Hold árnyékában). A másik pedig egy apró szerep, egy öregember megformálása a 2009-es mozifilmben Youth in Revolt (Lázadó ifjúság). Feltűnt még egy 2019-es dokumentumfilmben, az Apollo 11-ben. Emellett alakja számos filmben tűnt fel színészek megformálásában. Így az 1996-os tévéfilmben az Apollo 11-ben Jim Metzler formálta meg, az 1998-as HBO tévésorozatban a From the Earth to the Moon (Magyarországon „A végtelen szerelmesei. Az Apollo-program címen vetítették”) Cary Elwes játszotta őt. A 2009-es tévéfilmben, a Moonshot-ban (Kilövés a Holdra) Andrew Lincoln személyesítette meg, míg a 2018-as Armstong életrajzi filmben, a First Man-ben (Az első ember) Lukas Haas alakította. Filmes közreműködésükért mindhárom Apollo–11 űrhajós csillagot kapott a Los Angelesi csillagok sétányán.

### Egyéb
Az angol Jethro Tull együttes 1970-ben adott ki egy dalt „Michael Collinsnak, Jeffrey-nek és Nekem” címmel, amely a Benefit lemezük része. A számban a vokalista érzéseit hasonlítják össze egy űrhajóséval, akit a többiek hátrahagytak, akiknek az a tisztesség jutott, hogy járkálhatnak a Hold felszínén. 2013-ban a The Boy Least Likely nevű brit indie pop formáció adta ki a Michael Collins' című dalát a The Great Perhaps című albumán. A dalban Collins azon érzését idézik meg, amelyben áldottnak érezte magát az elkülönültségben, ahogy a Föld többi lakójától elszigetelődött. Az amerikai népművész, John Craigie is megjelentetett egy Michael Collins című dalt 2017-es No Rain, No Rose című albumán. A dal a küldetés integráns részeként ábrázolja Collinst az Apollo–11-en.

## Repülések
(zárójelben a repülés időszaka)
- Gemini–10 (1966. július 18. – 1966. július 21.)
- Apollo–11 (1969. július 16. – 1969. július 24.)